# Liste der Baudenkmäler in Sugenheim
Auf dieser Seite sind die Baudenkmäler in dem mittelfränkischen Markt Sugenheim zusammengestellt. Diese Tabelle ist eine Teilliste der Liste der Baudenkmäler in Bayern. Grundlage ist die Bayerische Denkmalliste, die auf Basis des Bayerischen Denkmalschutzgesetzes vom 1. Oktober 1973 erstmals erstellt wurde und seither durch das Bayerische Landesamt für Denkmalpflege geführt wird. Die folgenden Angaben ersetzen nicht die rechtsverbindliche Auskunft der Denkmalschutzbehörde.
 Diese Liste gibt den Fortschreibungsstand vom 5. Oktober 2021 wieder und enthält 88 Baudenkmäler.
In dieser Kartenansicht sind Baudenkmäler ohne Koordinaten mit einem roten bzw. orangen Marker dargestellt und können in der Karte gesetzt werden. Baudenkmäler ohne Bild sind mit einem blauen bzw. roten Marker gekennzeichnet, Baudenkmäler mit Bild mit einem grünen bzw. orangen Marker.

## Ensembles

### Ensemble Ortskern Sugenheim
Das Ensemble Sugenheim umfasst den gesamten Ortskern mit den Polen der Schlösser im Osten und der Kirche im Westen. Die Begrenzung ist definiert durch die ehemaligen Tore im Osten und Westen, wie das erhaltene Mittlere Torhaus am Marktplatz gegen die Ehe sowie die Reste der Ortsbefestigungsmauer an der Friedhofstraße. Für den 1298 erstmals genannten Ort ist ein erster Befestigungsturm bzw. Bollwerk um 1508 belegt, wovon sich Reste im Anwesen Hauptstraße 40 erhalten haben dürften. Die bestimmende Ortsbefestigung ist jedoch erst im 18. Jahrhundert errichtet worden, wie das Torhaus am Marktplatz zeigt. Diese Charakterisierung des Ortes durch die beiden Pole von Monumentalbauten entspricht noch der Überlieferung von 1504, in der für das „große Dorf“ Sugenheim ein befestigter Kirchhof wie ein starkes Wasserschloss erwähnt ist. Am östlichen Ortseingang erhebt sich also die reiche Baugruppe von Altem (Innerem) und Neuem (Äußerem) Schloss mit zugehörigen Nebengebäuden, ehemals im Besitz der Freiherren von Seckendorff-Aberdar, die sich um Sugenheim einen weitgehend geschlossenen Herrschaftskomplex geschaffen hatten. Die um 1600 auf älterer Grundlage neugebaute wuchtige Dreiflügelanlage des Alten Schlosses mit vier massigen Ecktürmen lässt heute noch etwas von dem Charakter einer ausgedehnten reichsunmittelbaren Adelsherrschaft spüren. Daneben zurückliegend steht das langgestreckte Neue Schloss, das 1746–49 ausgebaut und erweitert wurde. An diese Schlösser schließt sich ein 1796–1802 im englischen Stil gestalteter Schlosspark an, in dem noch zahlreiche Elemente seiner Gartengestaltung und Staffagen erhalten sind. Mit dem westlich vor dem Alten Schloss errichteten Bau der früheren Thurn- und Taxisschen Reichsposthalterei (später Amtshaus) beginnt die geschlossene Bebauung der Hauptstraße, die beiderseits von Bauernhäusern begleitet wird, deren Wohnhäuser zumeist dem Straßenraum den Giebel zukehren. Prägend sind einerseits die eingeschossigen Wohnstallhäuser des 18./19. Jahrhunderts mit Fachwerkgiebeln, andererseits auch breitgelagerte stattliche Walmdachbauten des 18. Jahrhunderts mit Fachwerkobergeschossen. An der Südseite der Straße erstrecken sich die tiefen Hofgrundstücke mit Hausgärten fast bis an die Ehe, an der Nordseite reichen sie bis zur Schlossstraße. Die Schlossstraße, ehemals Judengasse geheißen, wo auch die Synagoge von Sugenheim war, ist durch ihre bescheidene, ursprünglich ganz eingeschossige Bebauung als Nebenstraße von sozial geringerer Bedeutung charakterisiert. Die Hauptstraße mündet westlich in den Marktplatz, der mit dem Mittleren Torhaus zugleich den Haupteingangsraum des Ortes bildet. Nach Westen schließt sich um die Mühlstraße und Kirchgasse ein unregelmäßiger, geordneter Ortsbereich an, den heute noch die Pfarrkirche dominiert, die in ihrer erhöhten Lage mit dem ummauerten Kirchhof noch ihren Ursprung als Wehrkirche zu erkennen gibt, auch wenn sie selber weitgehend ein Neubau von 1754 bis 1765 ist. Aktennummer E-5-75-165-1.

## Baudenkmäler nach Gemeindeteilen

### Sugenheim
| Lage                                     | Objekt                                         | Beschreibung | Akten-Nr.     | Bild                                           |
| ---------------------------------------- | ---------------------------------------------- | --- | ------------- | ---------------------------------------------- |
| Friedhofstraße 2 (Standort)              | Ehemalige Friedhofskapelle                     | Saalbau mit polygonalem Chorabschluss, Hausteinrahmungen, profilierten Traufgesims, Walmdach und Dachreiter mit Pyramidendach, bezeichnet „1586“, „1723“, „1728“; mit Ausstattung | D-5-75-165-1  | weitere Bilder                                 |
| Friedhofstraße 2 (Standort)              | Ehemalige Friedhofsmauer                       | Bruchsteinmauerwerk, 18./19. Jahrhundert | D-5-75-165-1  | weitere Bilder                                 |
| Hauptstraße 2 (Standort)                 | Wohnhaus                                       | Zweigeschossiger Satteldachbau mit Fachwerkobergeschoss, Andreaskreuzen und profilierten Geschossgesims, zweite Hälfte 18. Jahrhundert | D-5-75-165-3  | weitere Bilder                                 |
| Hauptstraße 5 (Standort)                 | Austragshaus                                   | Eingeschossiger Fachwerkbau mit Schopfwalmdach, wohl 1806 | D-5-75-165-4  | weitere Bilder                                 |
| Hauptstraße 6 (Standort)                 | Wohnhaus                                       | Halbwalmdachhaus mit verputztem Fachwerkobergeschoß, erste Hälfte 19. Jahrhundert | D-5-75-165-5  | BW                                             |
| Hauptstraße 8 (Standort)                 | Wohnhaus                                       | Zweigeschossiger, giebelständiger Satteldachbau mit Fachwerkobergeschoss, erste Hälfte 19. Jahrhundert | D-5-75-165-6  | weitere Bilder                                 |
| Hauptstraße 9 (Standort)                 | Wohnstallhaus                                  | Eingeschossiger giebelständiger Satteldachbau auf hohem Kellergeschoss, Fachwerk, Giebel unverputzt mit Andreaskreuzen und profilierten Gurtgesimsen, um 1800 | D-5-75-165-7  | weitere Bilder                                 |
| Hauptstraße 14 (Standort)                | Ehemaliges Wohnstallhaus                       | Eingeschossiger, giebelständiger Massivbau mit Satteldach und Fachwerkgiebel, um 1800 | D-5-75-165-8  | weitere Bilder                                 |
| Hauptstraße 16 (Standort)                | Ehemaliges Gasthaus zur Krone                  | Zweigeschossiger, traufseitiger Walmdachbau mit massivem Erdgeschoss mit Ecklisenen, Fachwerkobergeschoss und rundbogiger, bossierter Tordurchfahrt, oktogonaler Dachreiter mit Zwiebelhaube, bezeichnet „1776“ | D-5-75-165-9  | weitere Bilder                                 |
| Hauptstraße 18 (Standort)                | Wohnhaus                                       | Zweigeschossiger traufständiger Walmdachbau mit Fachwerkobergeschoss und Sockel aus Quadermauerwerk, Hausteinrahmungen im Erdgeschoss, wohl 1837 | D-5-75-165-10 | weitere Bilder                                 |
| Hauptstraße 19 (Standort)                | Walmdachhaus                                   | Bezeichnet „1723“ | D-5-75-165-11 | BW                                             |
| Hauptstraße 20 (Standort)                | Ehemaliges Wohnstallhaus                       | Zweigeschossiger verputzter Walmdachbau mit Fledermausgaube, Fachwerkobergeschoss, Eckvorlagen aus Sandsteinquadern, profilierte Hausteinrahmungen und Gurtgesims, bezeichnet „1836“ | D-5-75-165-12 | weitere Bilder                                 |
| Hauptstraße 21 (Standort)                | Wohnstallhaus                                  | Eingeschossiger Satteldachbau mit Fachwerkgiebel mit Andreaskreuzen, 18. Jahrhundert | D-5-75-165-13 | weitere Bilder                                 |
| Hauptstraße 22 (Standort)                | Wohnhaus                                       | Zweigeschossiger verputzter Walmdachbau mit Walmgaube, Fachwerkobergeschoss und Putzgliederung, bezeichnet „1786“ | D-5-75-165-14 | weitere Bilder                                 |
| Hauptstraße 30 (Standort)                | Gasthaus zum Schwan                            | Zweigeschossiger verputzter Walmdachbau mit Fachwerkobergeschoss und hölzernem profilierten Traufgesims, Ende 18. Jahrhundert | D-5-75-165-15 | weitere Bilder                                 |
| Hauptstraße 35 (Standort)                | Ehemaliges Amtshaus                            | Zweigeschossiger verputzter Walmdachbau mit Fachwerkobergeschoss, Putzfelderung und Fledermausgauben, Ende 18. Jahrhundert | D-5-75-165-16 | weitere Bilder                                 |
| Hauptstraße 40 (Standort)                | Reste eines Befestigungsturms                  | Mauerreste eines Rundturms, erstes Viertel 16. Jahrhundert | D-5-75-165-17 | BW                                             |
| Kirchstraße 9 (Standort)                 | Walmdachhaus                                   | Mit verputztem Fachwerkobergeschoss, bezeichnet „1840“ | D-5-75-165-18 | Walmdachhaus                                   |
| Kirchstraße 16 (Standort)                | Evangelisch-lutherische Pfarrkirche St. Erhard | Zweigeschossiger Saalbau mit Walmdach, Querhaus, Putznutung an den Ecken, Hausteinrahmungen und viergeschossigem Turm mit Gurtgesimsen und Welscher Haube, im Kern spätmittelalterlich, barockisiert 1765–66; mit Ausstattung | D-5-75-165-19 | weitere Bilder                                 |
| Kirchstraße 16 (Standort)                | Kirchhofmauer                                  | Bruchsteinmauerwerk mit Torpfeilern aus Sandstein, 1722 | D-5-75-165-19 | weitere Bilder                                 |
| Kirchstraße 16 (Standort)                | Friedhof, sogenannter Alter Friedhof           | Mit klassizistischen Grabmal und barocken Grabplatten, 2. Hälfte 17. Jahrhundert – 1. Hälfte 19. Jahrhundert | D-5-75-165-19 | BW                                             |
| Kirchstraße 21 (Standort)                | Pfarrhaus                                      | Zweigeschossiger traufständiger Halbwalmdachbau mit verputztem Fachwerkobergeschoss, Fachwerkgiebel unverputzt, im Kern 1680, 18. Jahrhundert | D-5-75-165-20 | weitere Bilder                                 |
| Marktplatz 2 (Standort)                  | Wohnhaus                                       | Zweigeschossiger Walmdachbau mit verputztem Fachwerkobergeschoss und hausteingerahmter Haustür, um 1800 | D-5-75-165-22 | weitere Bilder                                 |
| Marktplatz 4 (Standort)                  | Deutenheimer Tor, Mittleres Tor, Torhaus       | Dreigeschossiger Walmdachbau mit Durchfahrt und Fachwerkobergeschoss,1717 | D-5-75-165-23 | weitere Bilder                                 |
| Marktplatz 6 (Standort)                  | Wohnhaus                                       | Mit östlichen Anbau einer ehem. Scheune, eingeschossige Mansarddachbauten mit Schleppgauben, Scheune rückliegend in Fachwerk, 18. Jahrhundert | D-5-75-165-24 | weitere Bilder                                 |
| Mühlstraße 2 (Standort)                  | Ehemaliges Gasthaus                            | Zweigeschossiger Winkelbau mit Walmdach, verputztem Fachwerkobergeschoss, Putzgliederung und schmiedeeisernen Wirtshausschild bezeichnet 1880, eingeschossiger Kernbau 1693 (dendrochronologisch datiert), Erweiterung 1760 (dendrochronologisch datiert), Nordflügel 1782 (dendrochronologisch datiert) | D-5-75-165-26 | weitere Bilder                                 |
| Mühlstraße 4 (Standort)                  | Ehemalige Schule und Schmiede                  | Zweigeschossiger Satteldachbau mit verputztem Fachwerkobergeschoss, 18. Jahrhundert | D-5-75-165-27 | weitere Bilder                                 |
| Mühlstraße 4 (Standort)                  | Ehemaliger Stall                               | Zweigeschossiger Massivbau auf Bruchsteinmauerwerk, 1857 | D-5-75-165-27 | weitere Bilder                                 |
| Mühlstraße 4 (Standort)                  | Scheune                                        | Fachwerkbau mit Satteldach, daran nördlich orthogonal anschließender Quaderbau, 19. Jahrhundert | D-5-75-165-27 | BW                                             |
| Mühlstraße 10 (Standort)                 | Wohnstallhaus                                  | Eingeschossiger Satteldachbau mit Eckquaderung und Hausteinrahmungen im Erdgeschoss, Fachwerkgiebel mit profilierten Gurtgesimsen, Andreaskreuzen und Zierfeldern, hofseitiges Zwerchhaus aus Fachwerk mit Walm und Fledermausgaube, ca. 1720 | D-5-75-165-28 | weitere Bilder                                 |
| Mühlstraße 11 (Standort)                 | Wohnhaus der ehemaligen Oberen Mühle           | Zweigeschossiger traufständiger Walmdachbau mit stichbogigen Rahmungen und Eckvorlagen aus Haustein, bezeichnet „1873“ | D-5-75-165-29 | weitere Bilder                                 |
| Mühlstraße 13 (Standort)                 | Wohnstallhaus                                  | Eingeschossiger Satteldachbau mit Fachwerkgiebel mit Zierfeldern, Andreaskreuz, Mannfiguren und Klötzchenfries, 18. Jahrhundert | D-5-75-165-30 | weitere Bilder                                 |
| Mühlstraße 13 (Standort)                 | Scheune                                        | Eingeschossiger Fachwerkbau mit Schopfwalmdach und hausteingerahmten Kellereingang, bezeichnet wohl „1817“ | D-5-75-165-30 | weitere Bilder                                 |
| Rüderner Straße 2, 4 (Standort)          | Ehemalige Schafscheune                         | Eingeschossiger Fachwerkbau teils massiv unterfangen, Satteldach mit nördlichen Schopf und Schleppgauben, südlicher Giebel dreigeschossig mit Fußstreben und Andreaskreuzen, bezeichnet „1679“ | D-5-75-165-32 | weitere Bilder                                 |
| Schlossstraße 9 (Standort)               | Ehemalige Zehntscheune                         | Eingeschossiger Fachwerkbau mit Satteldach, bezeichnet „1769“ | D-5-75-165-33 | weitere Bilder                                 |
| Schlossstraße 43 (Standort)              | Ehemaliger Meiereihof des Schlosses, Wohnhaus  | Zweigeschossiger Satteldachbau mit Fachwerkobergeschoss, um 1800 | D-5-75-165-34 | BW                                             |
| Schlossstraße 43 (Standort)              | Ehemaliger Meiereihof des Schlosses, Scheune   | Eingeschossiger Satteldachbau aus Bruchsteinmauerwerk mit Hausteinrahmungen, um 1800 | D-5-75-165-34 | weitere Bilder                                 |
| Schlossstraße 45 (Standort)              | Neues Schloss                                  | Zweigeschossiger Walmdachbau mit Putzgliederung, genuteten Ecklisenen und Gurtgesims, im Kern 16. Jahrhundert, östlich sogenannter Alexanderbau, dreigeschossiger Walmdachbau mit Putzgliederung, von Leopoldo Retty, 1746–49, Aufstockung 1790; mit Ausstattung | D-5-75-165-35 | weitere Bilder                                 |
| Schlossstraße 45 (Standort)              | Neues Schloss, Schlosspark                     | Im englischen Stil, mit Gartenstaffage, 1796–1802 | D-5-75-165-35 | weitere Bilder                                 |
| Schlossstraße 45 a (Standort)            | Neues Schloss, Rosenhäuschen                   | Um 1800 | D-5-75-165-35 | BW                                             |
| Schlossstraße 45 (Standort)              | Einfriedung                                    | eiserner Zaun und Torflügel sowie steinerne Torpfeiler mit Zinnenbekrönung, 19. Jahrhundert | D-5-75-165-35 | BW                                             |
| Schlossstraße 47 (Standort)              | Altes Schloss, ehemalige Wasserburg            | Dreigeschossige, um engen Hof gruppierte Dreiflügelanlage mit Walmdächern, Putzgliederung und drei runden und einem oktogonalen Eckturm jeweils mit Zinnenkranz, im Kern spätmittelalterlich, Arkaden und Treppenturm im Hof 2. Hälfte 16. Jh., Kürzung der Ecktürme und Fassade nach Plänen von Michael Bullmann, vermutlich nach Idee von Alexander Friedrich Wilhelm von Seckendorff, 1806–12, Giebelgauben, 19. Jh. | D-5-75-165-36 | weitere Bilder                                 |
| Schlossstraße 47, Hauptstraße (Standort) | Pumpenhäuschen der ehemaligen Schlossgärtnerei | Kleiner Fachwerkbau über quadratischem Grundriss mit Satteldach und Dachreiter, 19. Jahrhundert | D-5-75-165-36 | Pumpenhäuschen der ehemaligen Schlossgärtnerei |
| Schlossstraße 49 (Standort)              | Ehemaliges Bauernhaus des Schlosses            | Satteldachbau, mit verputztem Fachwerkobergeschoss, 1797; vergleiche Ensemble Hauptstraße/Marktplatz | D-5-75-165-37 | weitere Bilder                                 |
| Schlossstraße 51 (Standort)              | Ehemaliger Pferdestall des Schlosses           | Eingeschossiger Walmdachbau, 1797; vergleiche Ensemble Hauptstraße/Marktplatz | D-5-75-165-38 | weitere Bilder                                 |
| Schlossstraße 53 (Standort)              | Ehemaliges Forsthaus                           | Zweigeschossiger verputzter Walmdachbau mit Fachwerkobergeschoss und Gurtgesims, vermutlich nach Plänen von Johann Lorenz Fink, um 1800 | D-5-75-165-39 | weitere Bilder                                 |

### Deutenheim
| Lage                     | Objekt                                                                         | Beschreibung | Akten-Nr.     | Bild                                                                           |
| ------------------------ | ------------------------------------------------------------------------------ | --- | ------------- | ------------------------------------------------------------------------------ |
| Deutenheim 4 (Standort)  | Wohnstallhaus                                                                  | Eingeschossig, mit Fachwerkgiebel, 18. Jahrhundert | D-5-75-165-40 | weitere Bilder                                                                 |
| Deutenheim 11 (Standort) | Bauernhof, ehemaliger Pfarrhof, dann Schmiedeanwesen, ehemaliges Wohnstallhaus | Erdgeschossiger, verputzter Sandsteinquaderbau mit Satteldach, Fachwerkgiebel und Schmiedezeichen, im Kern um 1689, Umbau frühes 19. Jahrhundert, teilweise erneuert, bezeichnet „1811“ | D-5-75-165-41 | Bauernhof, ehemaliger Pfarrhof, dann Schmiedeanwesen, ehemaliges Wohnstallhaus |
| Deutenheim 11 (Standort) | Scheune                                                                        | Sandsteinquaderbau mit Satteldach, bezeichnet „1868“ | D-5-75-165-41 | Scheune                                                                        |
| Deutenheim 11 (Standort) | Hofmauer                                                                       | Steinquader, 19. Jahrhundert | D-5-75-165-41 | Hofmauer                                                                       |
| Deutenheim 76 (Standort) | Evangelisch-lutherische Pfarrkirche St. Mauritius                              | Chorturmkirche, im Kern 14./15. Jahrhundert; mit Ausstattung | D-5-75-165-42 | weitere Bilder                                                                 |
| Deutenheim 76 (Standort) | Kirchhofmauer                                                                  | mit Portal von 1749 | D-5-75-165-42 | weitere Bilder                                                                 |

### Dutzenthal
| Lage                    | Objekt                               | Beschreibung                                                                                            | Akten-Nr.     | Bild           |
| ----------------------- | ------------------------------------ | --- | ------------- | -------------- |
| Dutzenthal 1 (Standort) | Wasserschloss                        | Zweigeschossiger Mansardwalmdachbau mit Hausteinrahmungen, Fledermaus- und Schleppgauben, kurz vor 1696 | D-5-75-165-43 | weitere Bilder |
| Dutzenthal 1 (Standort) | Schlossweiher, darin Schloss gelegen | Annähernd quadratische Form                                                                             | D-5-75-165-43 | BW             |

### Ezelheim
| Lage                   | Objekt                                           | Beschreibung | Akten-Nr.      | Bild           |
| ---------------------- | ------------------------------------------------ | --- | -------------- | -------------- |
| Ezelheim 3 (Standort)  | Schulhaus                                        | Zweigeschossiger, traufseitiger Satteldachbau mit hausteingerahmten Fenstern, Sockel und Eckpilastern aus Sandsteinquadern, 1884 | D-5-75-165-54  | weitere Bilder |
| Ezelheim 11 (Standort) | Untere Mühle, Wohnhaus                           | Eingeschossiges Fachwerkhaus mit profilierten Balken am Giebel, Satteldach, bezeichnet „1767“ | D-5-75-165-55  | weitere Bilder |
| Ezelheim 11 (Standort) | Untere Mühle, Scheune                            | Eingeschossiger Satteldachbau mit Gitterfachwerk, 18. Jahrhundert | D-5-75-165-55  | weitere Bilder |
| Ezelheim 14 (Standort) | Wohnstallhaus                                    | Eingeschossiger Satteldachbau mit Gitterfachwerk und profilierten Giebelbalken, um 1800 | D-5-75-165-46  | weitere Bilder |
| Ezelheim 41 (Standort) | Wohnstallhaus                                    | Eingeschossiger Satteldachbau, Fachwerk mit Mannfiguren und Zierfeld, Westwand teils massiv, Stallteil Quaderbau, 18. Jahrhundert | D-5-75-165-51  | weitere Bilder |
| Ezelheim 47 (Standort) | Ehemaliges Schulhaus der Dornbergschen Stiftung  | Zweigeschossiger Ziegelsteinbau mit Satteldach, Mittelrisalit mit Treppengiebel, Rahmungen der Wandöffnungen, Ecklisenen und Gurtgesimse aus Sandstein, bezeichnet „1905“ | D-5-75-165-103 | weitere Bilder |
| Ezelheim 47 (Standort) | Einfriedung                                      | Maschendrahtzaun mit Verzierungen und Ziegelpfeilern, wohl 1905 | D-5-75-165-103 | weitere Bilder |
| Ezelheim 52 (Standort) | Wohnhaus                                         | Zweigeschossiger Satteldachbau, Fachwerkgiebel mit Mannfiguren und Zierfeldern, 17./18. Jahrhundert | D-5-75-165-52  | weitere Bilder |
| Ezelheim 53 (Standort) | Pfarrhaus                                        | Zweigeschossiger massiver Walmdachbau mit Eckvorlagen, im Kern vor 18. Jahrhundert, verändert 1750-5 | D-5-75-165-53  | weitere Bilder |
| Ezelheim 63 (Standort) | Evangelisch-lutherische Pfarrkirche St. Leonhard | viergeschossiger Turm mit Pyramidendach und Gurtgesimsen, im Kern 14. Jahrhundert, Dach 1454 (dendro.dat.), geböschte Quadermauer im Turmerdgeschoss 1814, zweigeschossiges Langhaus mit Walmdach, Hausteinrahmung und Putzgliederung, nach Plan von Johann Gottlieb Riedel, Friedrick Korneli und Johann David Steingruber, 1782 | D-5-75-165-44  | weitere Bilder |
| Ezelheim 63 (Standort) | Torpfeiler                                       | Sandstein, 19. Jahrhundert | D-5-75-165-44  | weitere Bilder |

### Hürfeld
| Lage                  | Objekt                                                             | Beschreibung    | Akten-Nr.      | Bild                                                               |
| --------------------- | ------------------------------------------------------------------ | --------------- | -------------- | ------------------------------------------------------------------ |
| Hürfeld 10 (Standort) | Hölzerner Glockenturm des stark erneuerten ehemaligen Hirtenhauses | 18. Jahrhundert | D-5-75-165-105 | Hölzerner Glockenturm des stark erneuerten ehemaligen Hirtenhauses |

### Ingolstadt
| Lage                     | Objekt                              | Beschreibung | Akten-Nr.     | Bild           |
| ------------------------ | ----------------------------------- | --- | ------------- | -------------- |
| Ingolstadt 8 (Standort)  | Ehemaliges Wohnstallhaus            | Hofseitig zweigeschossiger Frackdachbau mit Fachwerkobergeschoss, erste Hälfte 19. Jahrhundert | D-5-75-165-57 | weitere Bilder |
| Ingolstadt 17 (Standort) | Kleinhaus                           | Eingeschossiger Satteldachbau mit Fachwerk im Giebel und teils rückliegend im Erdgeschoss, 18. Jahrhundert | D-5-75-165-59 | weitere Bilder |
| Ingolstadt 20 (Standort) | Kleinhaus                           | Eingeschossiger Satteldachbau mit Fachwerkgiebel, 18. Jahrhundert | D-5-75-165-60 | weitere Bilder |
| Ingolstadt 21 (Standort) | Ehemaliges Wohnstallhaus            | Eingeschossiger Satteldachbau mit Fachwerkgiebel, 18. Jahrhundert | D-5-75-165-61 | weitere Bilder |
| Ingolstadt 22 (Standort) | Wohnstallhaus                       | Eingeschossiger Satteldachbau mit Fachwerkgiebel, 18. Jahrhundert | D-5-75-165-62 | weitere Bilder |
| Ingolstadt 29 (Standort) | Wohnstallhaus                       | Eingeschossiger Satteldachbau mit Fachwerkgiebel, um 1800 | D-5-75-165-64 | weitere Bilder |
| Ingolstadt 30 (Standort) | Ehemaliges Wohnstallhaus            | Giebelständiger, hofseitig zweigeschossiger Frackdachbau, Fachwerk, Erdgeschoss teils massiv unterfangen, erste Hälfte 19. Jahrhundert | D-5-75-165-65 | weitere Bilder |
| Ingolstadt 30 (Standort) | Scheune                             | Eingeschossiger Fachwerkbau mit Krüppelwalm, um 1800 | D-5-75-165-65 | weitere Bilder |
| Ingolstadt 33 (Standort) | Ehemaliges Wohnstallhaus            | Eingeschossiger Satteldachbau mit Fachwerkgiebel, um 1800 | D-5-75-165-66 | weitere Bilder |
| Ingolstadt 38 (Standort) | Ehemaliges Wohnstallhaus            | Hofseitig zweigeschossiger Frackdachbau mit Fachwerkobergeschoss, bezeichnet „1822“ | D-5-75-165-68 | weitere Bilder |
| Ingolstadt 40 (Standort) | Evangelisch-lutherische Pfarrkirche | Saalbau, eingeschossiger Walmdachbau mit abgerundeten Ecken, Putzrahmung der Rundbogenfenster, profiliertes Gesims und Traufgesims, über hausteingerahmter Tür Sandsteinwappen, oktogonaler Dachreiter mit Welscher Haube, 1731–32; mit Ausstattung | D-5-75-165-56 | weitere Bilder |

### Krassolzheim
| Lage                                                                                             | Objekt                                            | Beschreibung | Akten-Nr.     | Bild           |
| ------------------------------------------------------------------------------------------------ | ------------------------------------------------- | --- | ------------- | -------------- |
| In Krassolzheim (Standort)                                                                       | Torhalle                                          | Eingeschossig, neoromanischer Torbogen aus Sandsteinquadern mit Eisentor, daran anschließende kolonnadenartige, halboffene Halle auf Holzpfeilern und einer verputzten Ziegelwand, darüber Walmdach, daran anschließende den Friedhof umgrenzende Mauer mit Ziegelabdeckung, bezeichnet „1845“ | D-5-75-165-70 | weitere Bilder |
| Krassolzheim 4 (Standort)                                                                        | Torpfeiler                                        | Drei, genutete Sandsteinquader mit Wulstleiste und profilierter Deckplatte, darüber konkav geschwungener Aufsatz mit Voluten und Pinienzapfenbekrönung, 1797 | D-5-75-165-71 | weitere Bilder |
| Krassolzheim 14 (Standort)                                                                       | Ehemaliger Gasthof                                | Zweigeschossiger Bruchsteinbau mit Fachwerkobergeschoss, Walmdach mit Fledermausgauben und Sandsteinfassade mit Lisenen- und Gesimsgliederung, bezeichnet „1817“ | D-5-75-165-72 | weitere Bilder |
| Krassolzheim 15 (Standort)                                                                       | Scheune                                           | Eingeschossiger Fachwerkbau mit Satteldach | D-5-75-165-72 | weitere Bilder |
| Krassolzheim 39 (Standort)                                                                       | Ehemaliges Pfarrhaus                              | Zweigeschossiger Walmdachbau mit Fledermausgaube, Sockel, Hausteinrahmungen und Eckquaderung aus Sandstein, Mittelachse an Hauptfassade vertieft, ebenfalls mit Eckquaderung, 1828–29 | D-5-75-165-73 | weitere Bilder |
| Krassolzheim 39 (Standort)                                                                       | Scheune                                           | Schopfwalmdachbau mit Gitterfachwerkkonstruktion, 19. Jahrhundert | D-5-75-165-73 | weitere Bilder |
| Krassolzheim 52 (Standort)                                                                       | Evangelisch-lutherische Filialkirche St. Nikolaus | Chorturmkirche, verputzter Gips- und Sandsteinquaderbau mit Hausteinrahmungen, Langhaus eingeschossig mit Satteldach, 15. Jahrhundert, Turmobergeschosse aus Fachwerk teils unverputzt mit Pyramidendach, 1696; mit Ausstattung                                                                | D-5-75-165-69 | weitere Bilder |
| Weigenheimer Aue; am Südrand der Weigenheimer Aue, südwestlich des Iffigheimer Berges (Standort) | Neun kleine Grenzsteine                           | In linienförmiger Anordnung, 18. Jahrhundert, im 19. Jahrhundert versetzt | D-5-75-165-75 | BW             |

### Krautostheim
| Lage                       | Objekt                              | Beschreibung | Akten-Nr.     | Bild           |
| -------------------------- | ----------------------------------- | --- | ------------- | -------------- |
| Krautostheim 25 (Standort) | Wohnstallhaus                       | Zweigeschossiger Satteldachbau mit Fachwerkobergeschoss, Erdgeschoss mit Eckpilastern, Fensterrahmung mit Keilstein, Türrahmung geohrt und profiliert mit Oberlicht aus Haustein, bezeichnet „1793“ | D-5-75-165-79 | weitere Bilder |
| Krautostheim 28 (Standort) | Wohnstallhaus                       | Hofseitig zweigeschossiges Frackdachhaus, Gitterfachwerk, auf hohem Sockel durch Hanglage, bezeichnet „1814“                                                                                        | D-5-75-165-78 | weitere Bilder |
| Krautostheim 32 (Standort) | Evangelisch-lutherische Pfarrkirche | Chorturm im Kern 14./15. Jahrhundert, Langhaus 1774–75; mit Ausstattung | D-5-75-165-76 | weitere Bilder |
| Krautostheim 32 (Standort) | Friedhof                            | Mit Grabmälern 2. Hälfte 19. Jahrhundert bis 1. Hälfte 20. Jahrhundert | D-5-75-165-76 | weitere Bilder |
| Krautostheim 32 (Standort) | Kirchhofmauer                       | Verputzte Steinmauer, Tor aus Sandsteinpfeilern mit giebelartiger Abdeckung, 1775 | D-5-75-165-76 | weitere Bilder |
| Krautostheim 44 (Standort) | Ehemalige Mühle, Wohnhaus und Mühle | Eingeschossiges Satteldachbau auf L-förmiger Grundlinie, erstes Viertel 19. Jahrhundert | D-5-75-165-81 | weitere Bilder |
| Krautostheim 44 (Standort) | Scheune                             | Eingeschossiger Bruchsteinquaderbau mit Halbwalmdach, Hausteingliederung und Korbbogentor, 18. Jahrhundert                                                                                          | D-5-75-165-81 | weitere Bilder |
| Krautostheim 44 (Standort) | Hofeinfriedung                      | Unverputzte Sandsteinquadermauer, 1. Hälfte 19. Jahrhundert | D-5-75-165-81 | weitere Bilder |
| Krautostheim 49 (Standort) | Gasthaus Krone                      | Zweigeschossiger, traufseitiger Walmdachbau mit massivem Erdgeschoss und Fachwerkobergeschoss, um 1800, zugehörig                                                                                   | D-5-75-165-85 | weitere Bilder |
| Krautostheim 49 (Standort) | Wirtshausausleger                   | 18./19. Jahrhundert | D-5-75-165-85 | BW             |
| Krautostheim 53 (Standort) | Ehemaliges Wohnstallhaus            | Hofseitig zweigeschossiger, giebelseitiger Frackdachbau mit Gitterfachwerk, Westwand massiv, bezeichnet „1779“                                                                                      | D-5-75-165-77 | weitere Bilder |
| Krautostheim 71 (Standort) | Wohnstallhaus                       | Straßenseitig zweigeschossiger, traufseitiger Frackdachbau mit massivem Erdgeschoss, Fachwerkobergeschoss und Hausteingliederung, Ende 18. Jahrhundert                                              | D-5-75-165-83 | weitere Bilder |

### Neundorf
| Lage                  | Objekt                              | Beschreibung | Akten-Nr.     | Bild           |
| --------------------- | ----------------------------------- | --- | ------------- | -------------- |
| Neundorf 2 (Standort) | Evangelisch-lutherische Pfarrkirche | Rechteckiger Massivbau mit abgerundeten Ecken, Hausteinrahmungen, Stableiste und profilierten Traufgesims, Walmdach mit schiefergedeckten oktogonalen Dachreiter, 1692, bezeichnet „1744“; mit Ausstattung | D-5-75-165-86 | weitere Bilder |

### Ullstadt
| Lage                        | Objekt                                                                 | Beschreibung | Akten-Nr.      | Bild           |
| --------------------------- | ---------------------------------------------------------------------- | --- | -------------- | -------------- |
| Am Bleichwasen 2 (Standort) | Wohnhaus, ehemals Witwensitz der Margarete Franziska von Franckenstein | Zweigeschossiger Massivbau mit Mansardwalmdach, genuteten Ecklisenen, Putzgliederung, hausteingerahmten, geohrten Wandöffnungen und hölzernen, profilierten Traufgesims, 1729–31, bezeichnet in Chronogramm 1731, Satteldachgauben, 1. Hälfte 19. Jahrhundert                    | D-5-75-165-88  | weitere Bilder |
| Am Bleichwasen 2 (Standort) | Nebengebäude                                                           | Eingeschossiger Satteldachbau, teils massiv, teils Fachwerk, 18./19. Jahrhundert | D-5-75-165-88  | weitere Bilder |
| Am Bleichwasen 2 (Standort) | Einfriedung                                                            | Mauer aus unregelmäßigen Quadern, nach 1730 | D-5-75-165-88  | weitere Bilder |
| Buchstraße 10 (Standort)    | Ehemalige Synagoge und Rabbinerhaus                                    | Eingeschossige Bauanlage, 1821/22 | D-5-75-165-104 | weitere Bilder |
| Herrenstraße 2 (Standort)   | Walmdachhaus                                                           | Mit einseitiger Mansarde, 1773 | D-5-75-165-89  | weitere Bilder |
| Herrenstraße 5 (Standort)   | Wohnstallhaus                                                          | Eingeschossiger Satteldachbau mit verputztem Fachwerkgiebel und profilierten Giebelgesimsen, erste Hälfte 19. Jahrhundert | D-5-75-165-90  | weitere Bilder |
| Herrenstraße 11 (Standort)  | Bauernhof: Wohnstallhaus                                               | Eingeschossiger Satteldachbau mit verputztem Fachwerkgiebel und profilierten Giebelgesimsen, 1. Hälfte 19. Jahrhundert | D-5-75-165-91  | weitere Bilder |
| Herrenstraße 11 (Standort)  | Bauernhof: Scheune                                                     | Eingeschossiger Fachwerkbau mit Satteldach, 2. Hälfte 19. Jahrhundert | D-5-75-165-91  | weitere Bilder |
| Herrenstraße 11 (Standort)  | Bauernhof: Nebengebäude                                                | Schmaler Fachwerkbau mit Satteldach, 2. Hälfte 19. Jahrhundert | D-5-75-165-91  | weitere Bilder |
| Herrenstraße 20 (Standort)  | Evangelisch-lutherische Pfarrkirche St. Johann Baptist                 | Saalbau, Langhaus mit Satteldach, eingezogenem Chor und Vorhalle mit spitzbogigen Portal, Turm mit Spitzhelm, Chor im Kern 14. Jahrhundert, Langhaus und Westturm 15. Jahrhundert, Vorhalle bezeichnet 1492, Turmhelm um 1601, Sakristeianbau mit Walmdach 1806; mit Ausstattung | D-5-75-165-92  | weitere Bilder |

Frankensteinschloss
Barocke Schlossanlage, sogenanntes Frankensteinschloss, Wasserschloss:
- Hauptbau (Lage), zweieinhalbgeschossiger, vierflügeliger Massivbau mit kleinem Innenhof, Satteldächern und barocker Putzgliederung, von Johann Dientzenhofer, 1718–25, Umgestaltung Mitte 18. Jahrhundert, Dachgauben und Portalrahmung 19. Jahrhundert; mit Ausstattung
- Flügelbauten (Lage) (Lage), zwei einen Ehrenhof bildende, jeweils L-förmige zweigeschossige Mansarddachbauten mit barocker Putzgliederung, von Johann Michael Küchel, 1746–50, an der Westseite je eine Nische mit großer Sandsteinfigur von Ferdinand Dietz, 1750; mit Ausstattung
- Hoftor (Lage) mit Ehrenhofgitter, sechs unterschiedlich große Sandsteinpfeiler mit Vasen- und Trophäenaufsatz, Löwenfiguren und schmiedeeisernem neubarocken Ornamentgitter, 2. Hälfte 19. Jahrhundert, Rocaille 18. Jahrhundert, nach Plänen von Johann Michael Küchel, 1746–50, Figuren von Ferdinand Dietz, 1750, Steinlöwen 1745/46, hierher transloziert 1874; Wassergraben, angelegt vermutlich im 15. Jh., erweitert nach Westen wohl 1735
- Mauer (Lage), niedrige, dem Hoftor vorgelagerte Sandsteinquadermauer, im Süden verlängert als Wegeinfassung, wohl 1735
- Hofmauer des Meiereihofes (Lage) mit genuteten Sandsteinpfeilern und Kugelbesatz, 2. Hälfte 18. Jahrhundert
- Wohnhaus der Meierei (Lage), zweigeschossiger Walmdachbau mit Eckquaderung, Mitte 18. Jahrhundert
- Scheune (Lage), zweigeschossiger Walmdachbau mit Satteldachgauben, Oculi im Obergeschoss und Stalleinbauten, Mitte 18. Jahrhundert
- Remise (Lage), eingeschossiger Walmdachbau mit stichbogigen Toren und Eckquaderung, 2. Hälfte 18. Jh.
- Gartenpavillon (Lage), eingeschossiger Mansarddachbau mit Segmentgiebeln, Pilaster- und Gesimsgliederung, Mitte 18. Jahrhundert, nördlich in der Symmetrieachse des Schlossparks
- Gärtnerhaus (Lage), zweigeschossiger Sandsteinquaderbau mit Walmdach und Fledermausgauben, 1. Viertel 19. Jahrhundert
- Gartenmauer (Lage), verputzte Mauer mit Ziegeldeckung, südlich korbbogiges Sandsteinportal mit toskanischen Pilastern, Schweifgiebel und seitlichen Voluten, 1. Hälfte 18. Jahrhundert
- Schlosspark (Lage), barocke, symmetrische Gartenanlage mit zwei Rondellen, 18. Jahrhundert

Aktennummer: D-5-75-165-93.

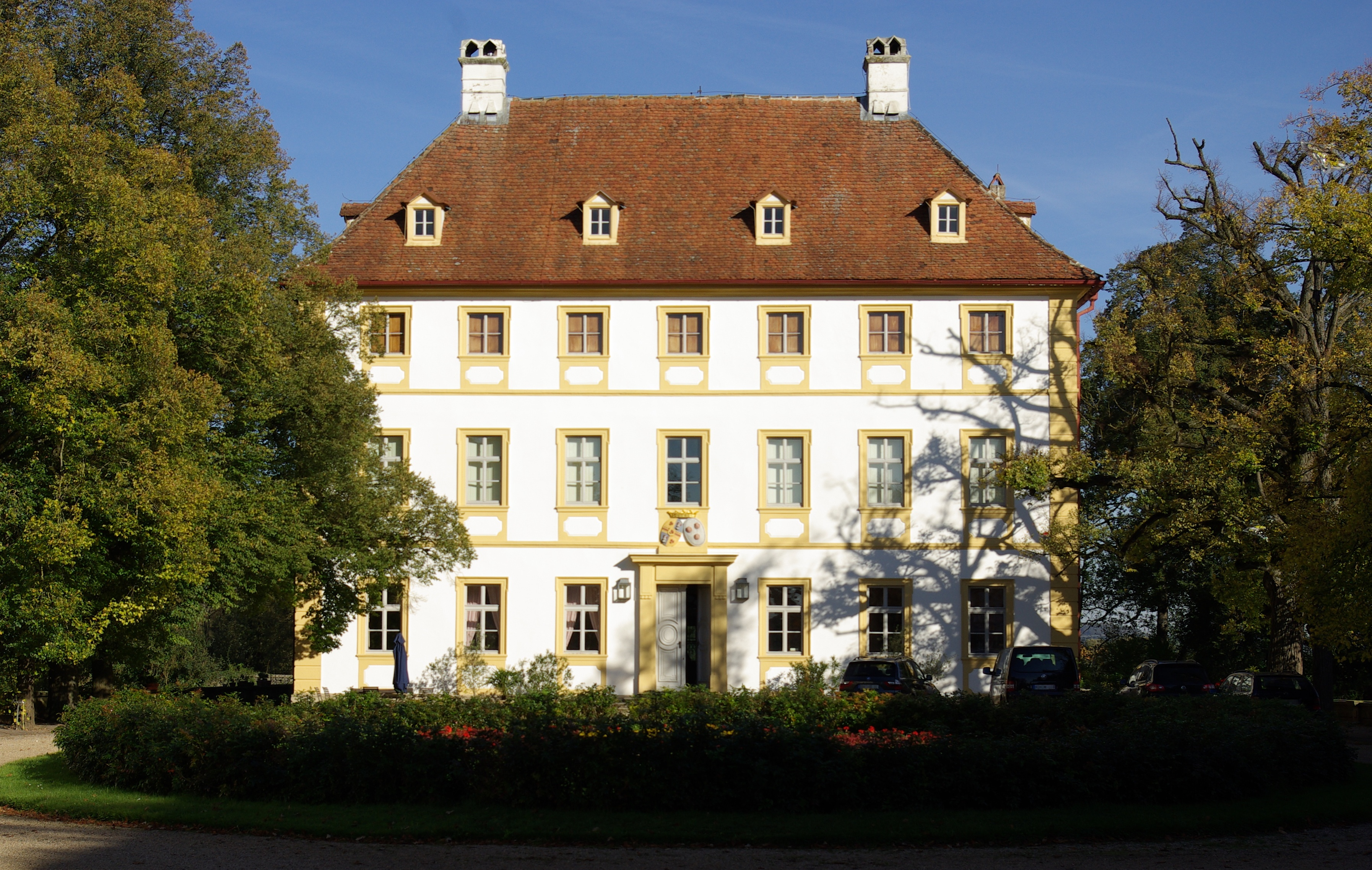
Corps de Logis
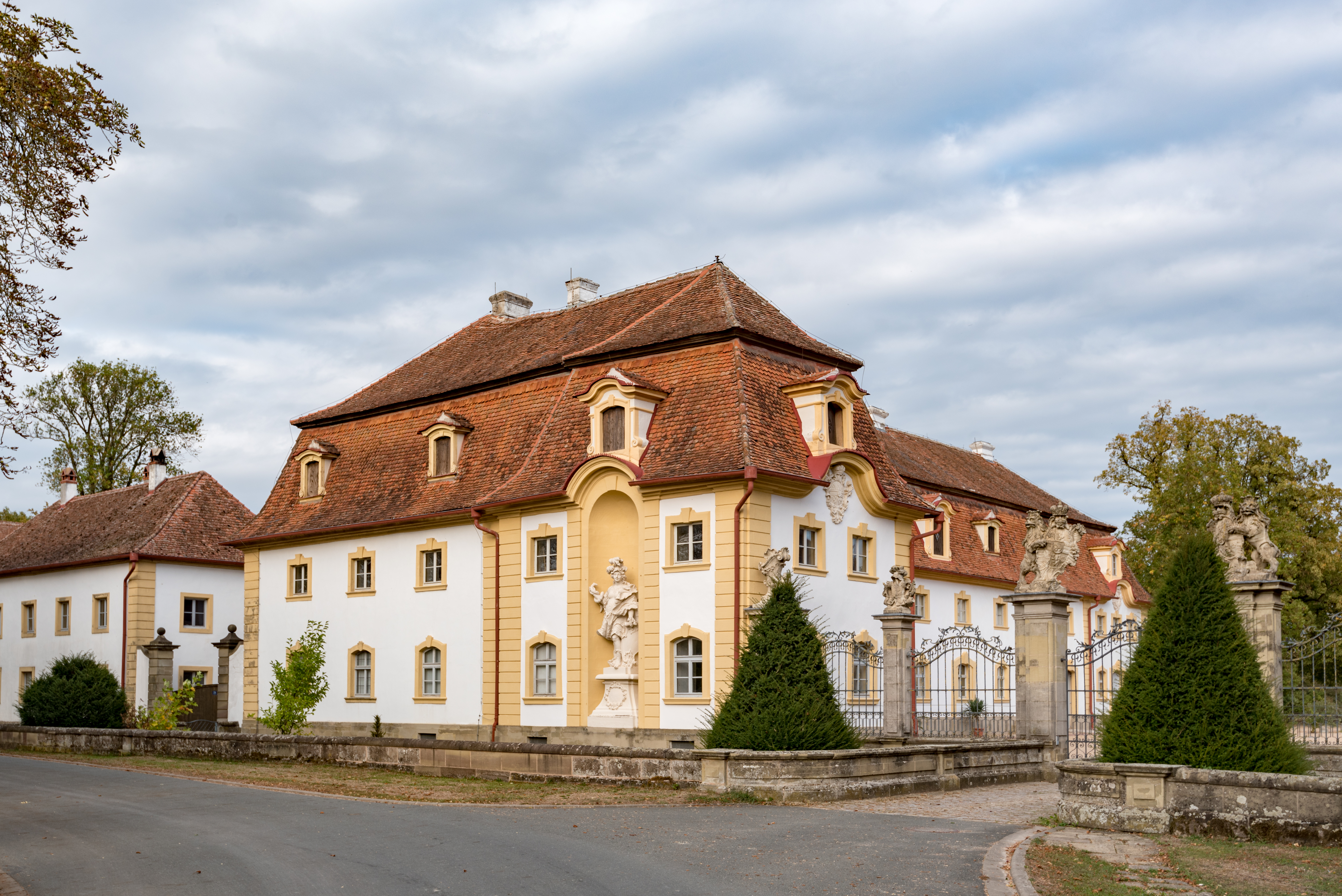
Nördlicher Flügelbau
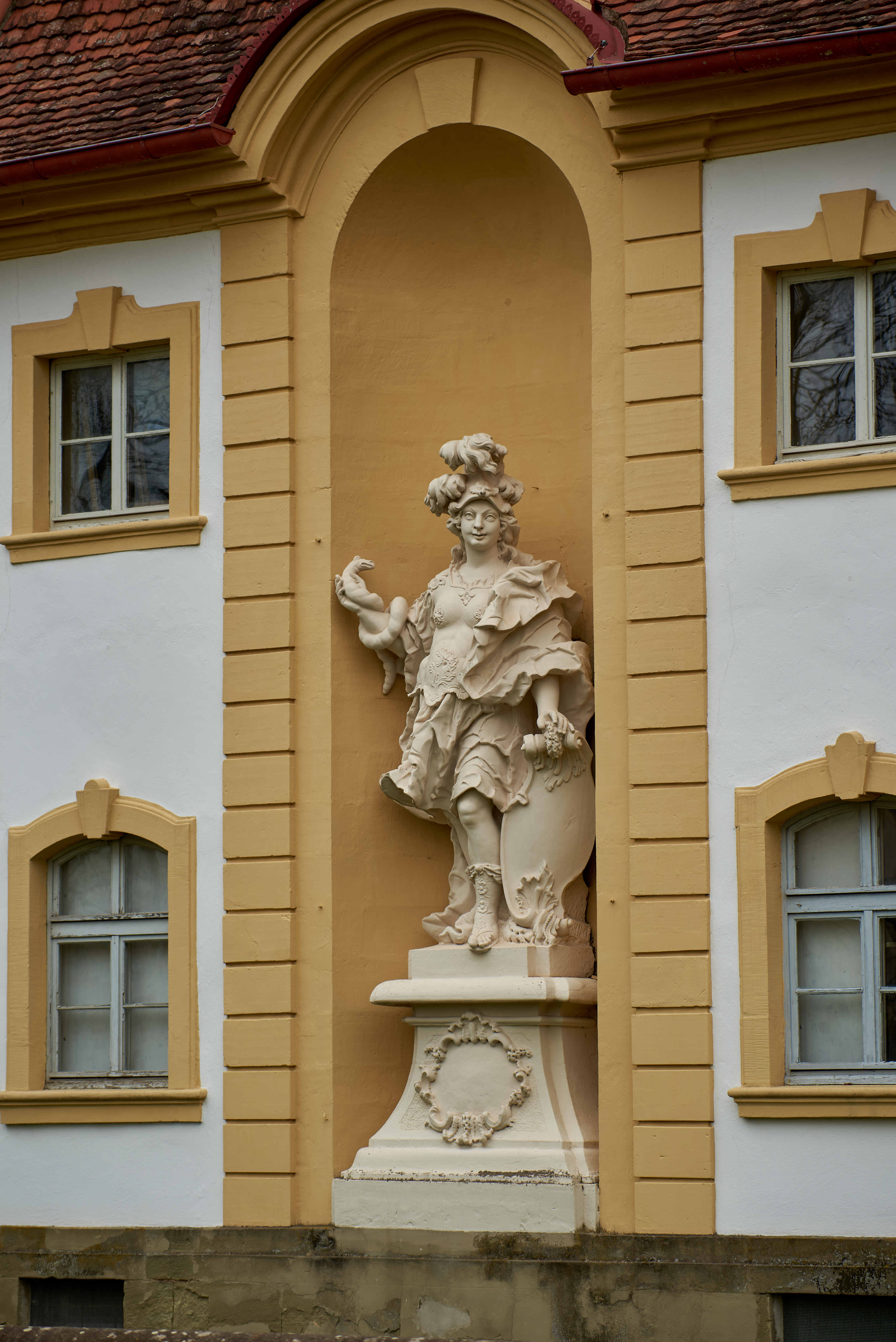
Nördlicher Flügelbau
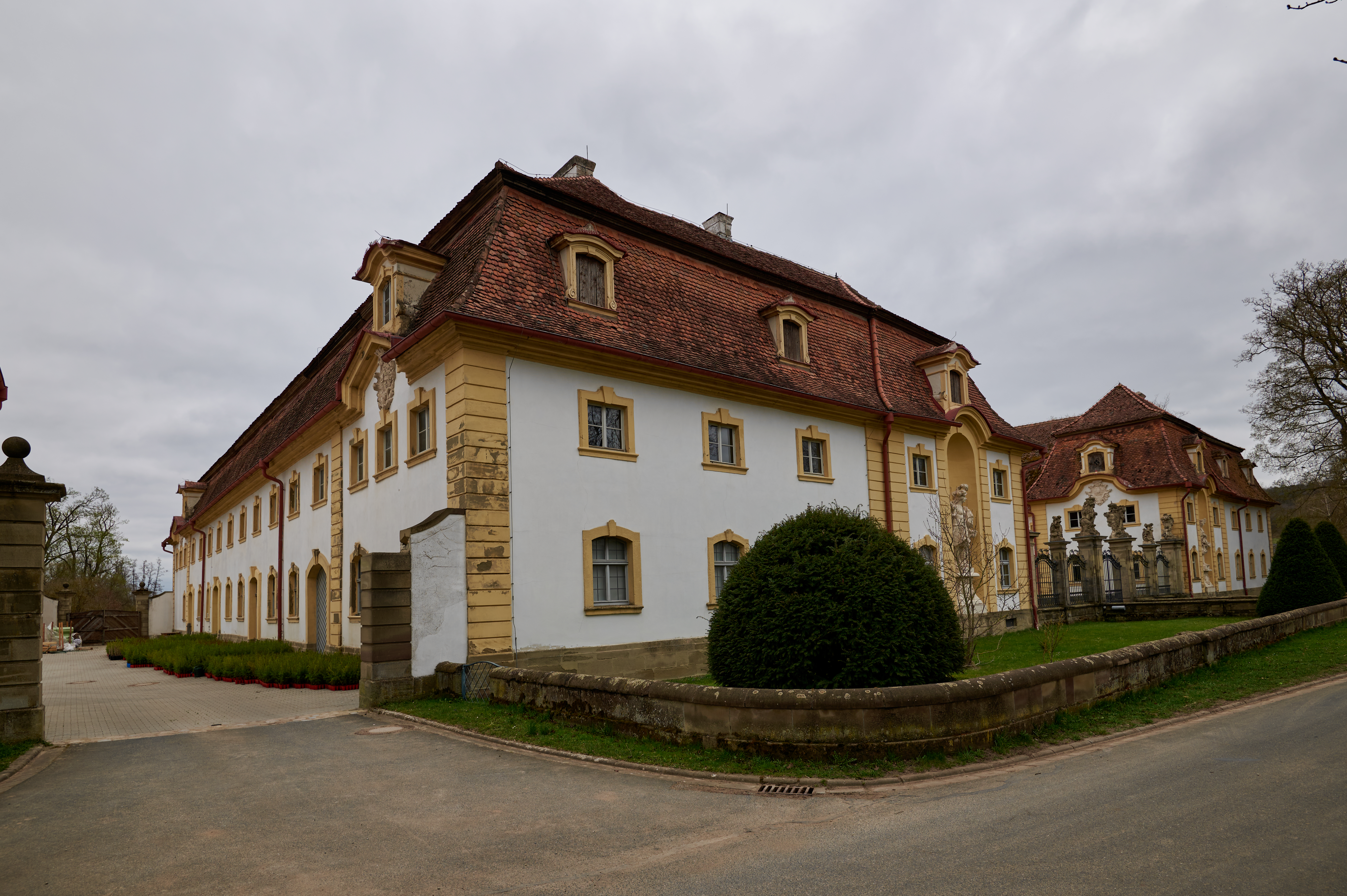
Nördlicher Flügelbau
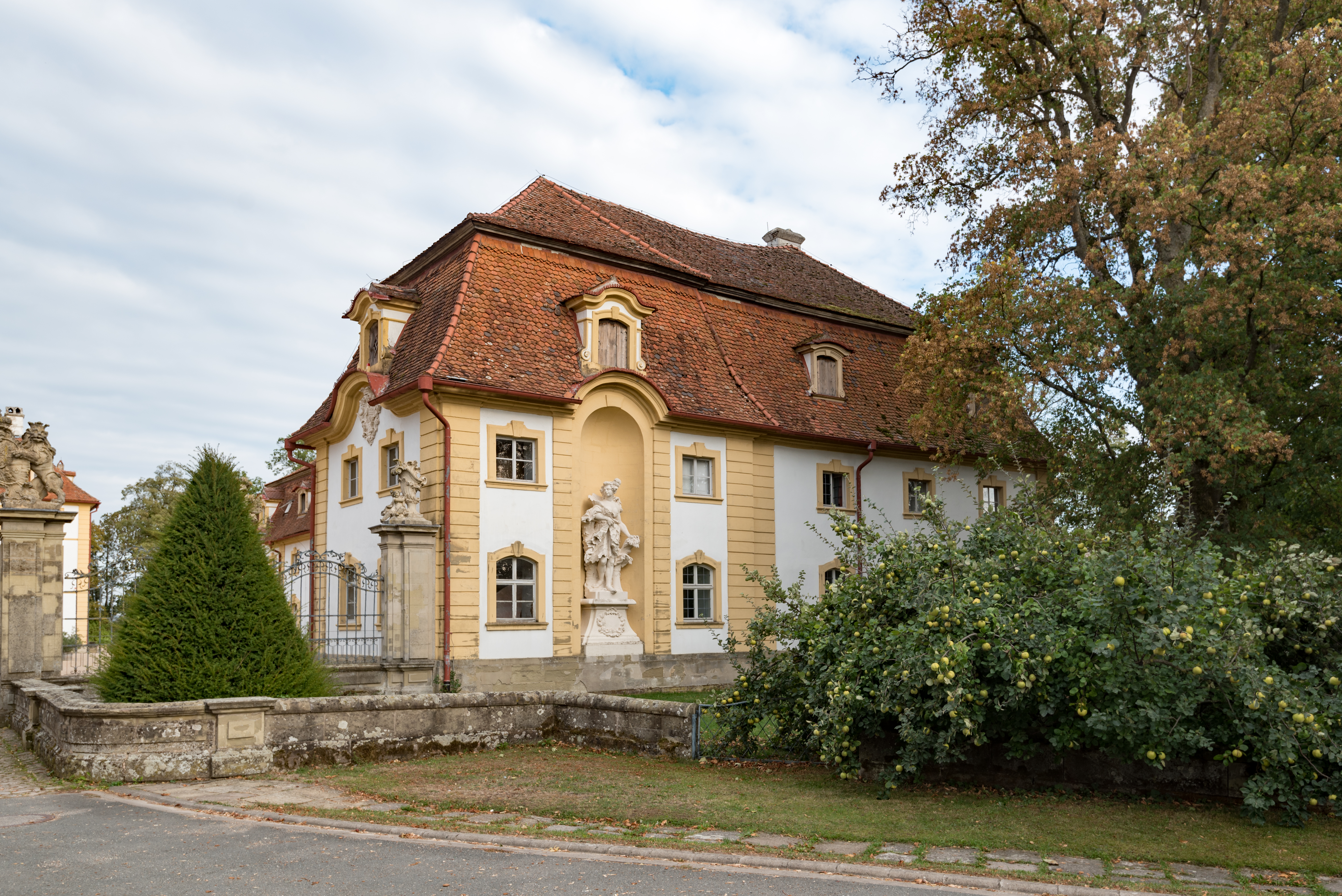
Südlicher Flügelbau
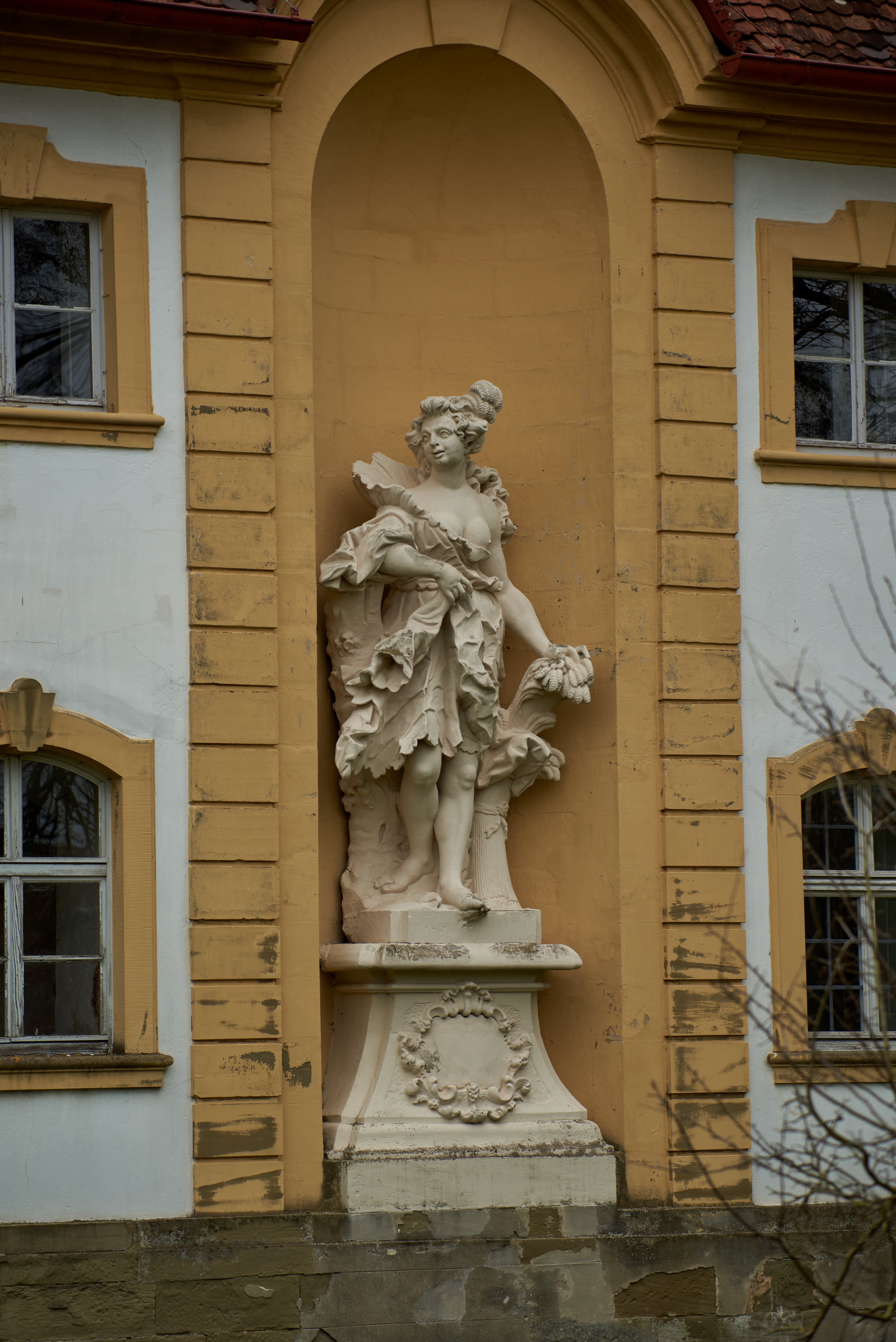
Südlicher Flügelbau
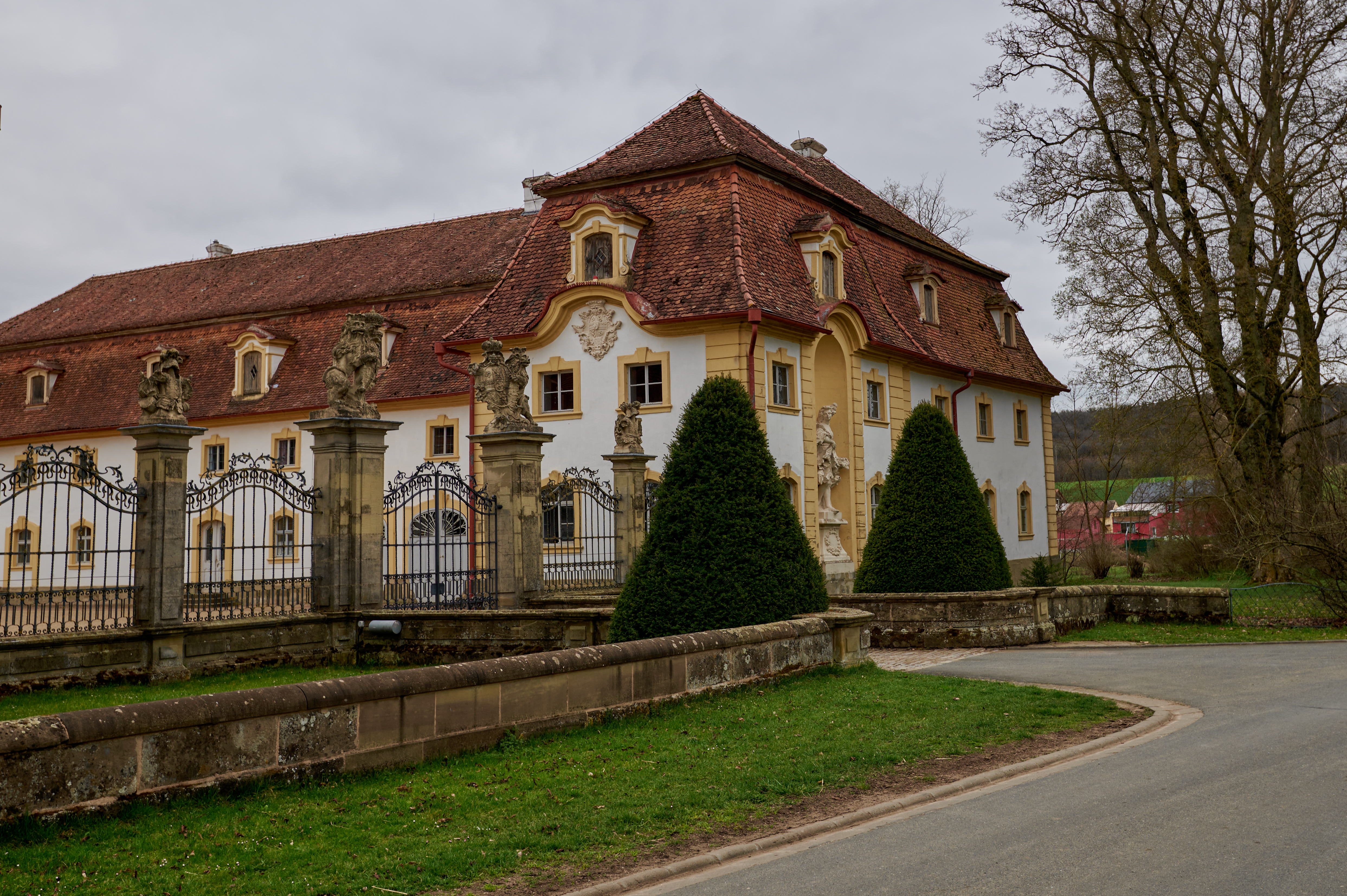
Hofmauer, Südlicher Flügelbau
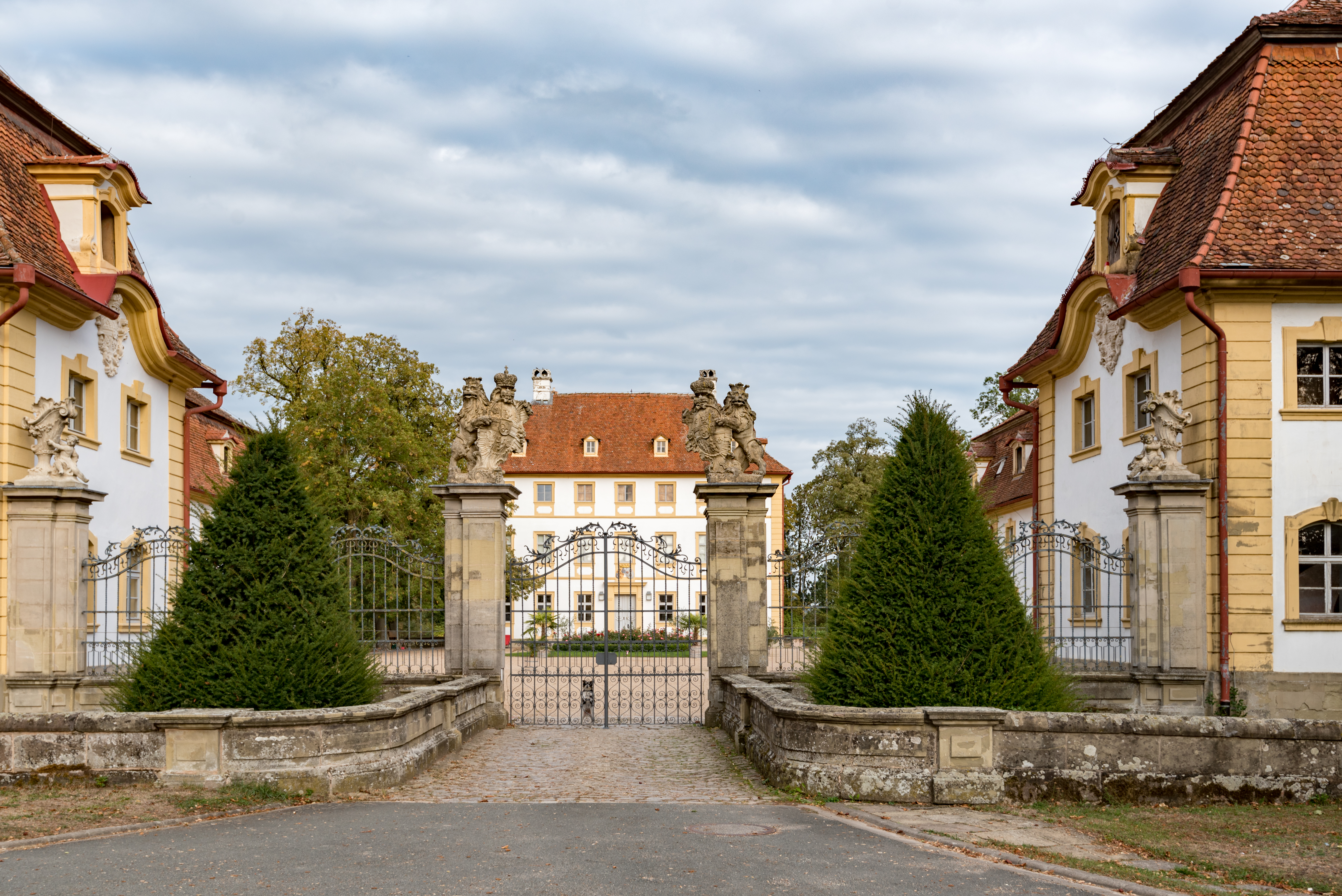
Hoftor
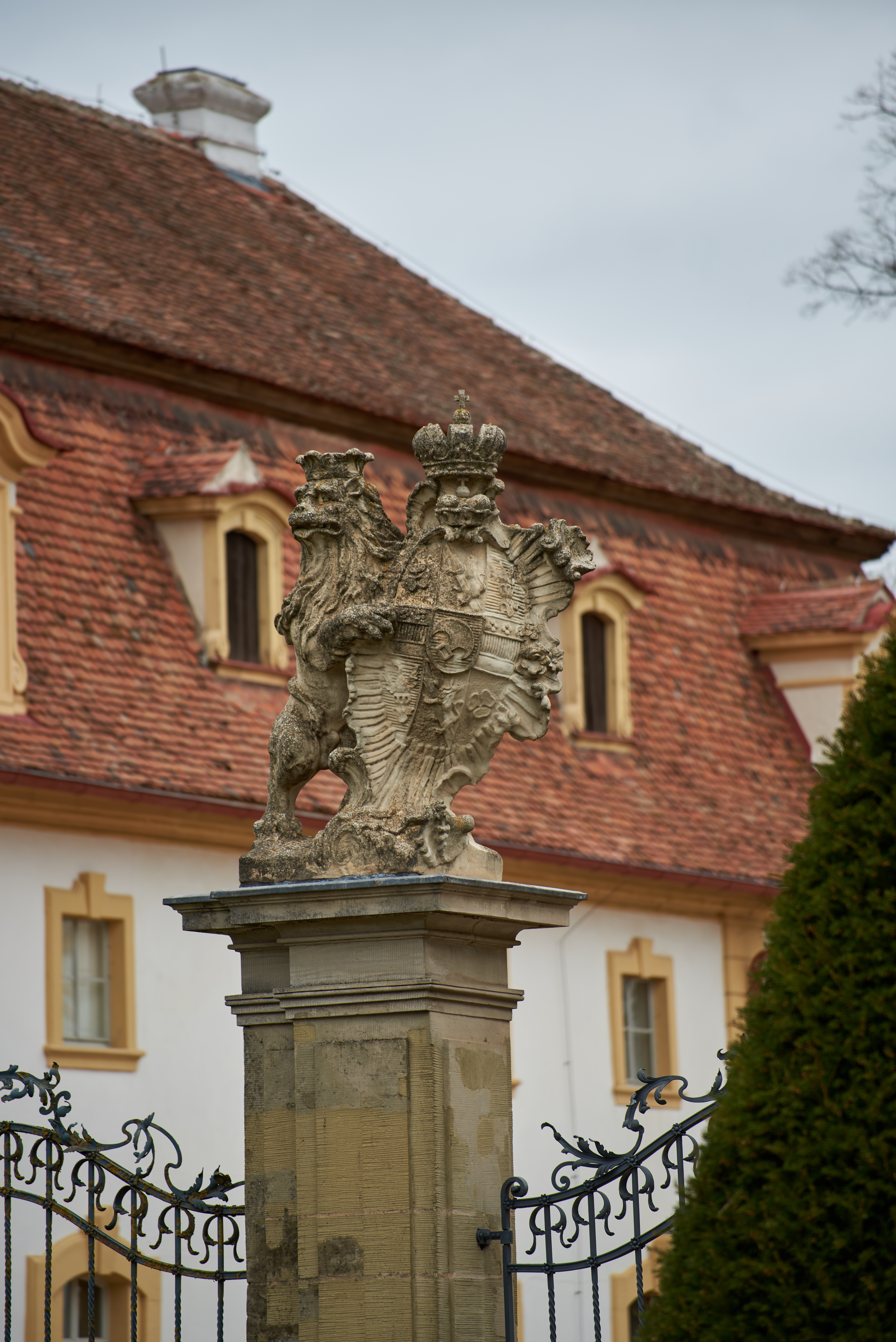
Hoftor
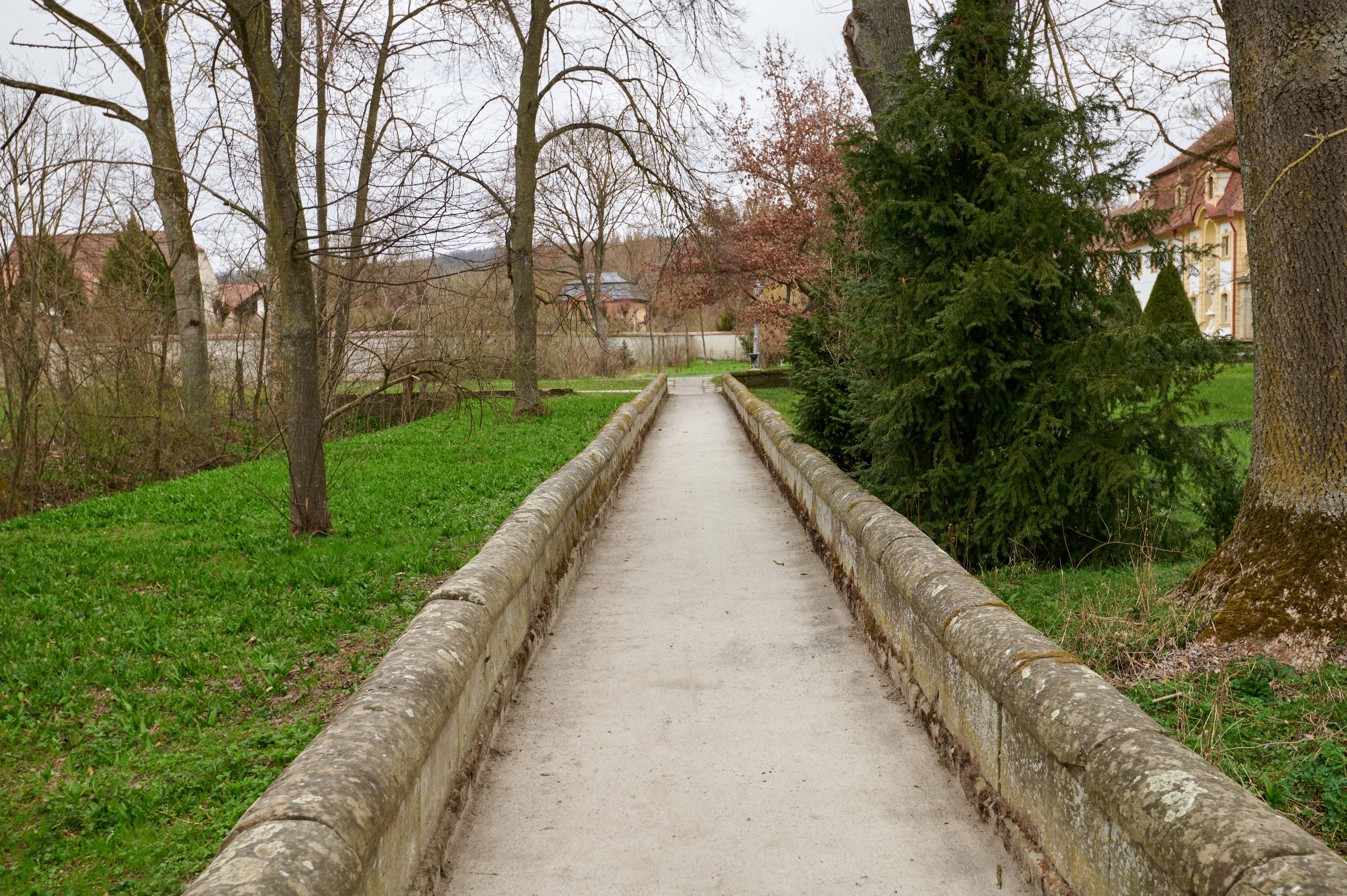
Mauer südlich des Hoftors
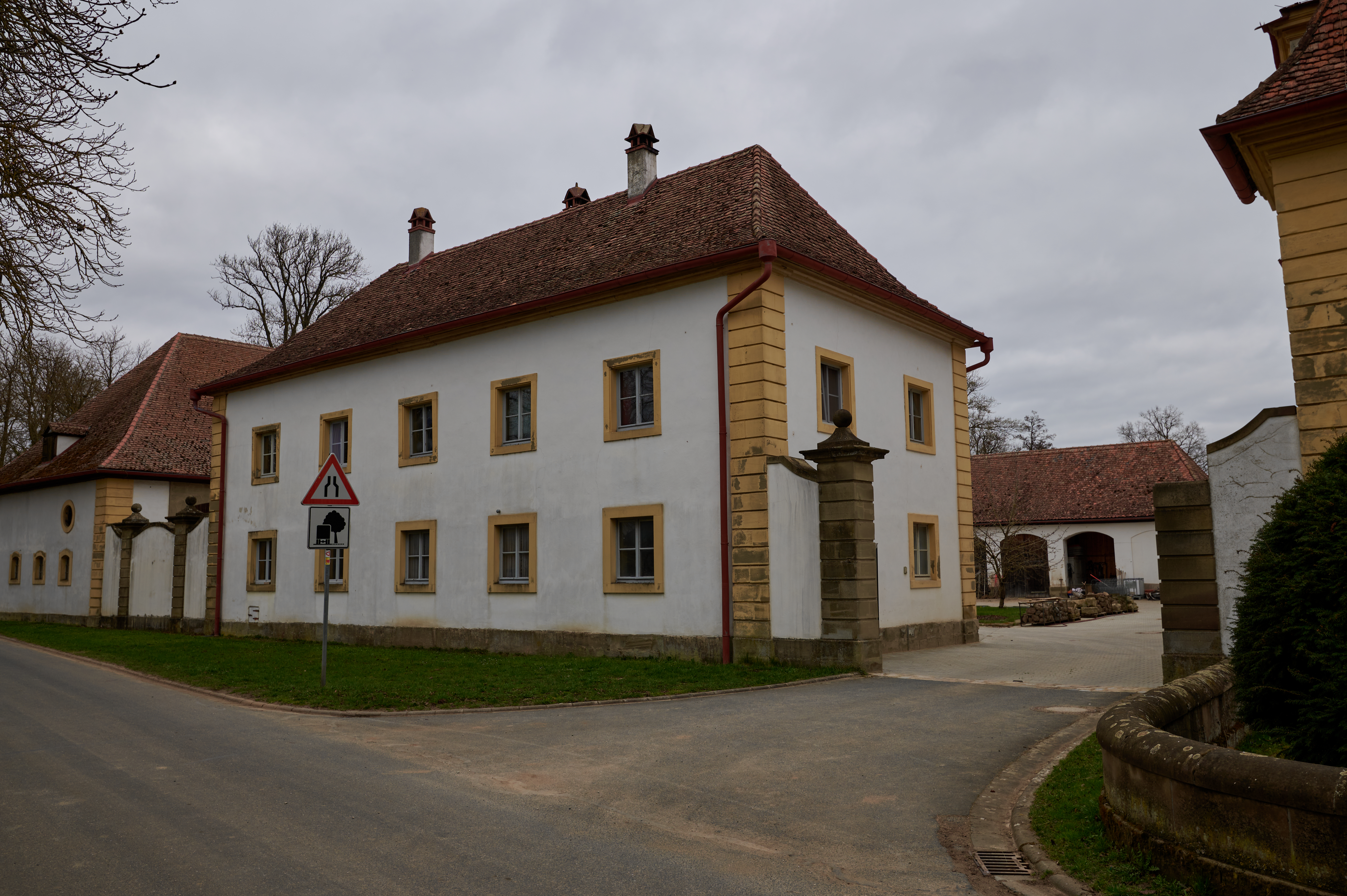
Wohnhaus der Meierei, Remise
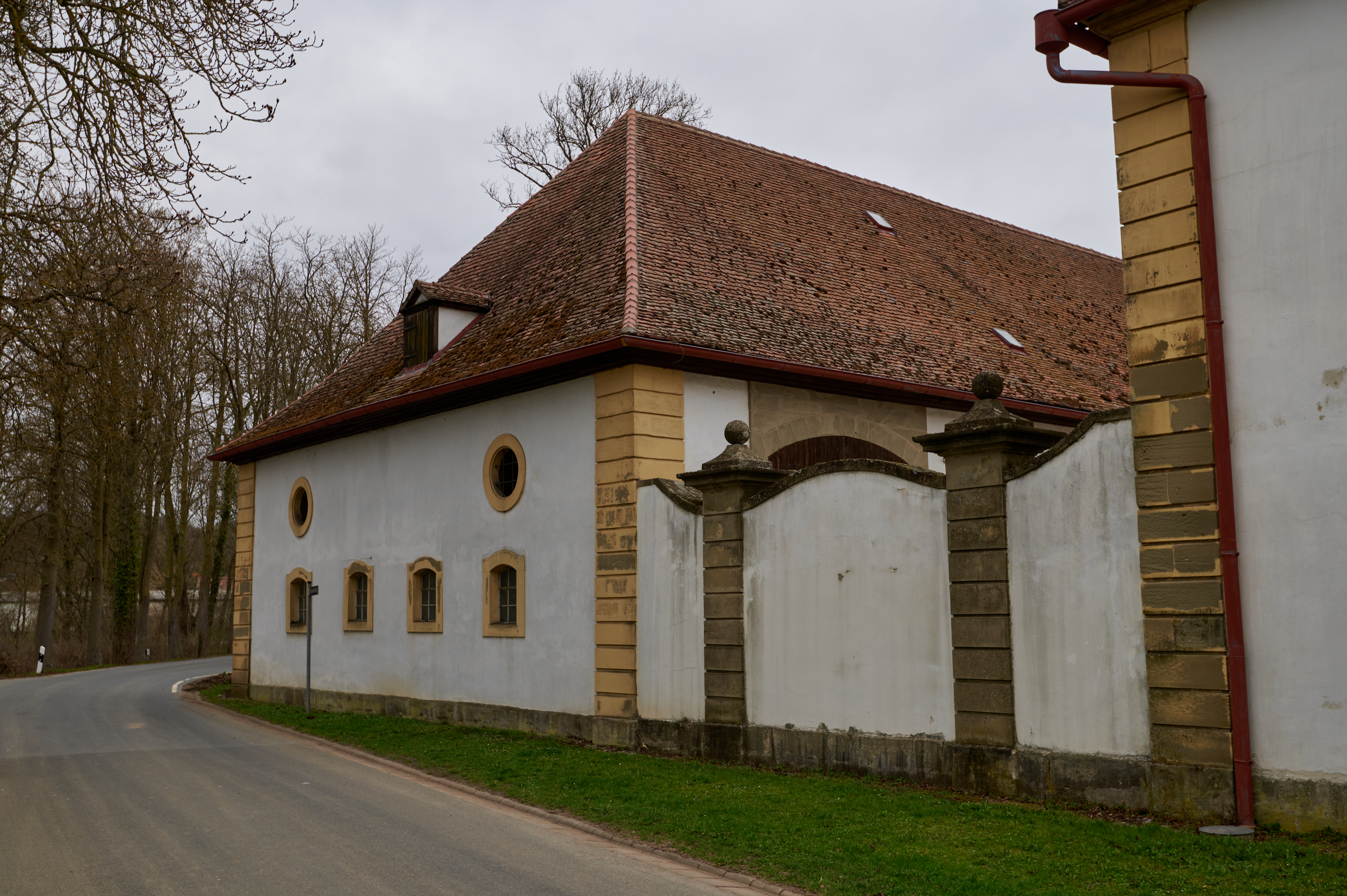
Scheune, Mauer der Meierei
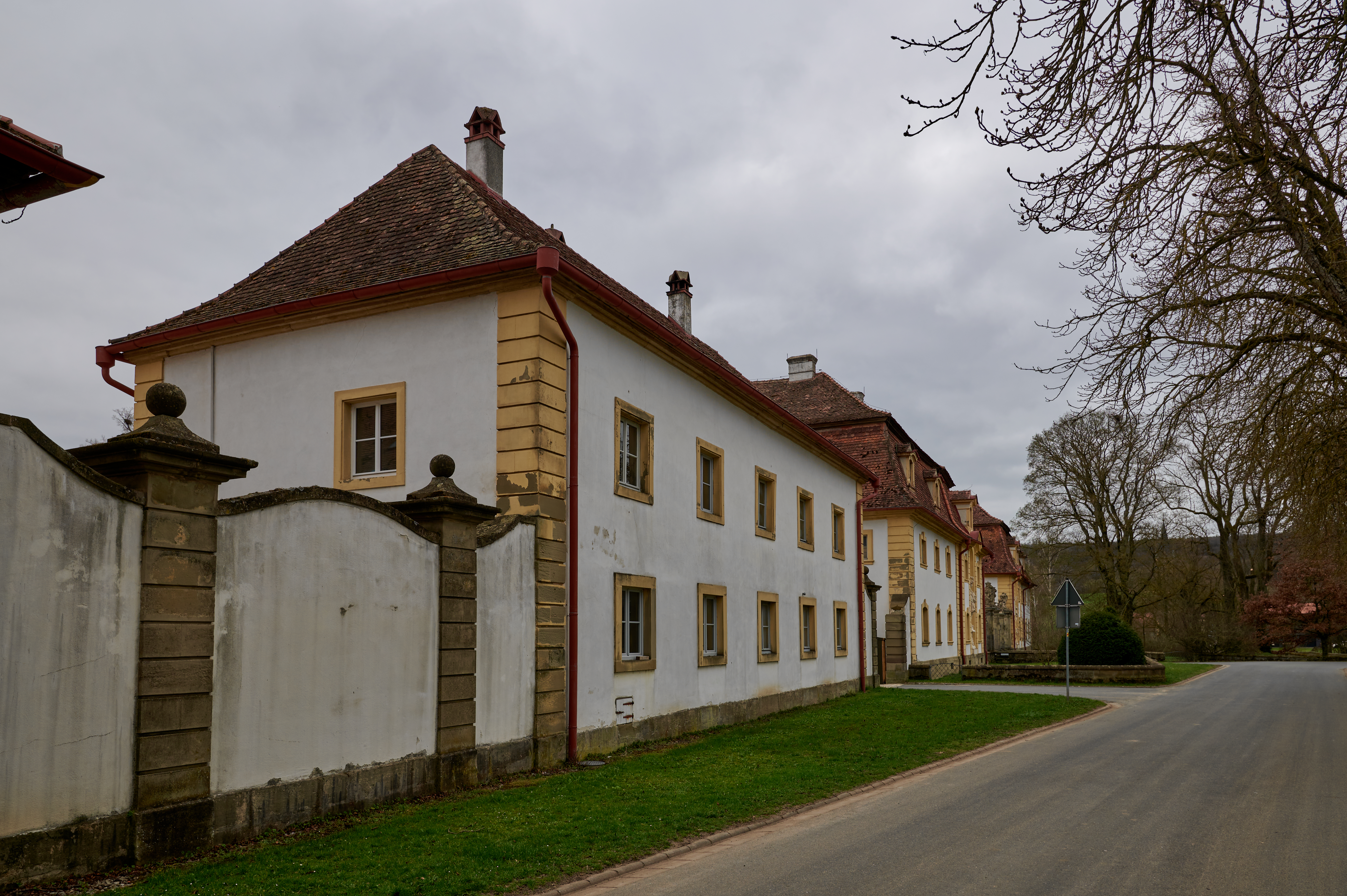
Mauer der Meierei, Wohnhaus der Meierei
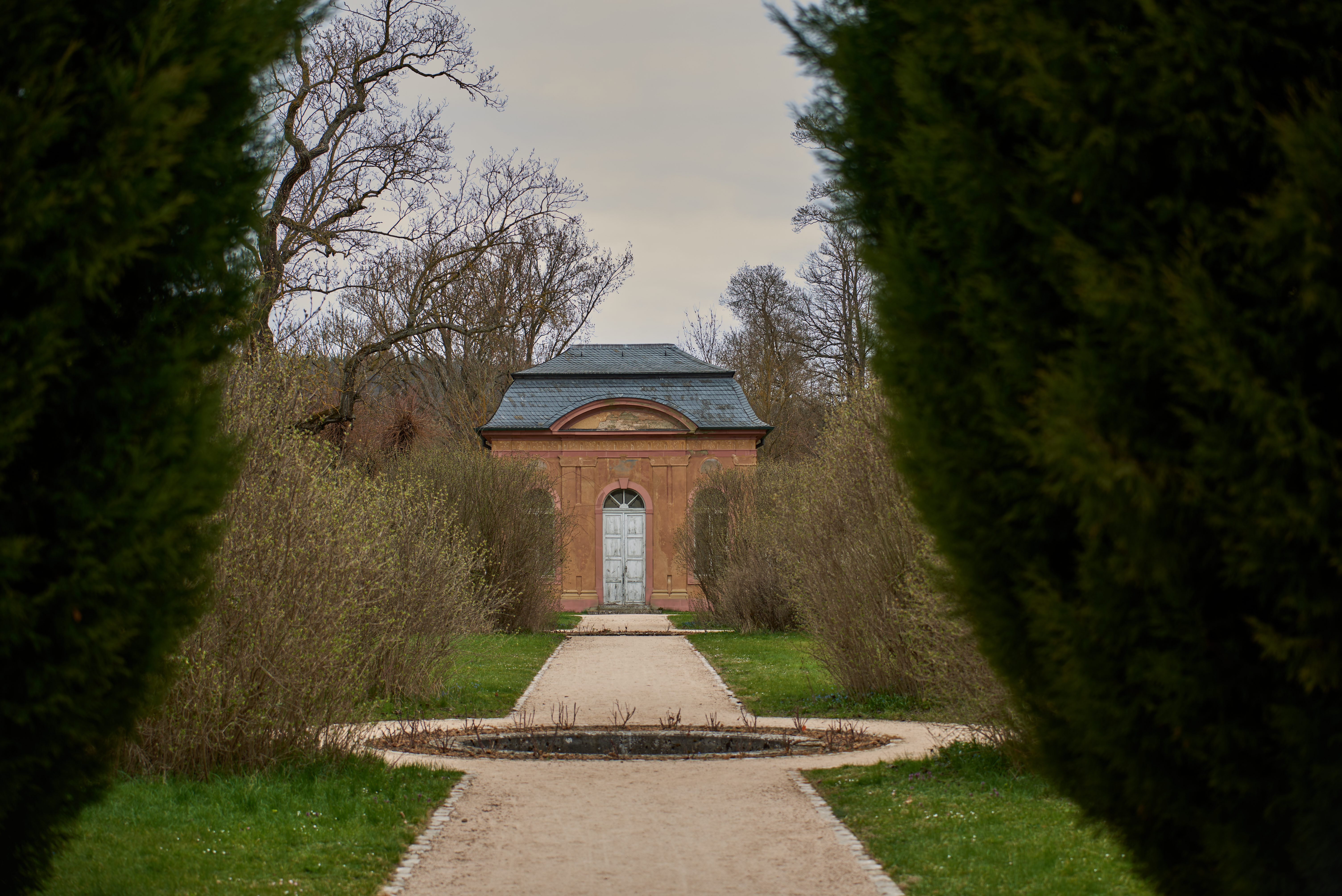
Schlosspark
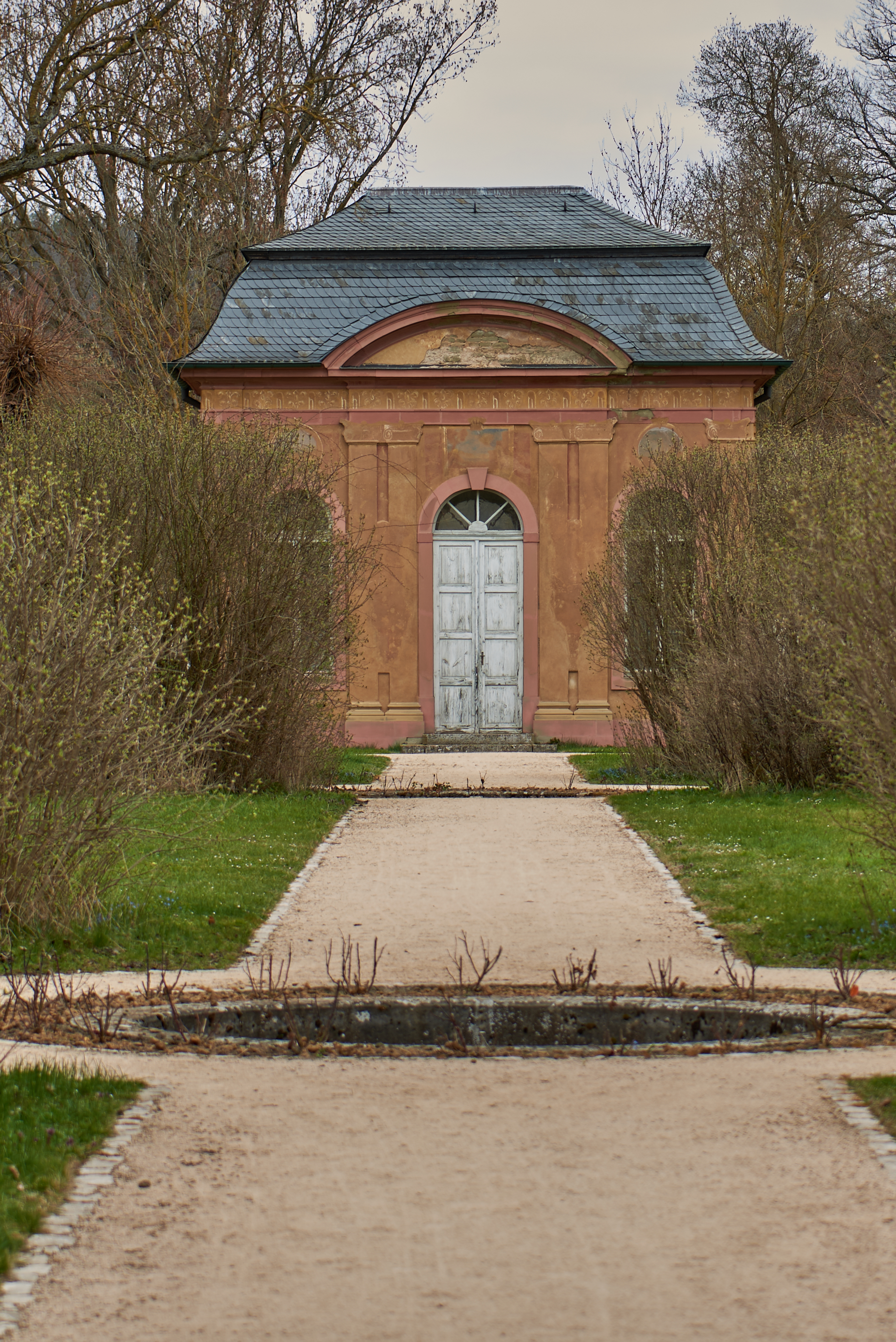
Gartenpavillon
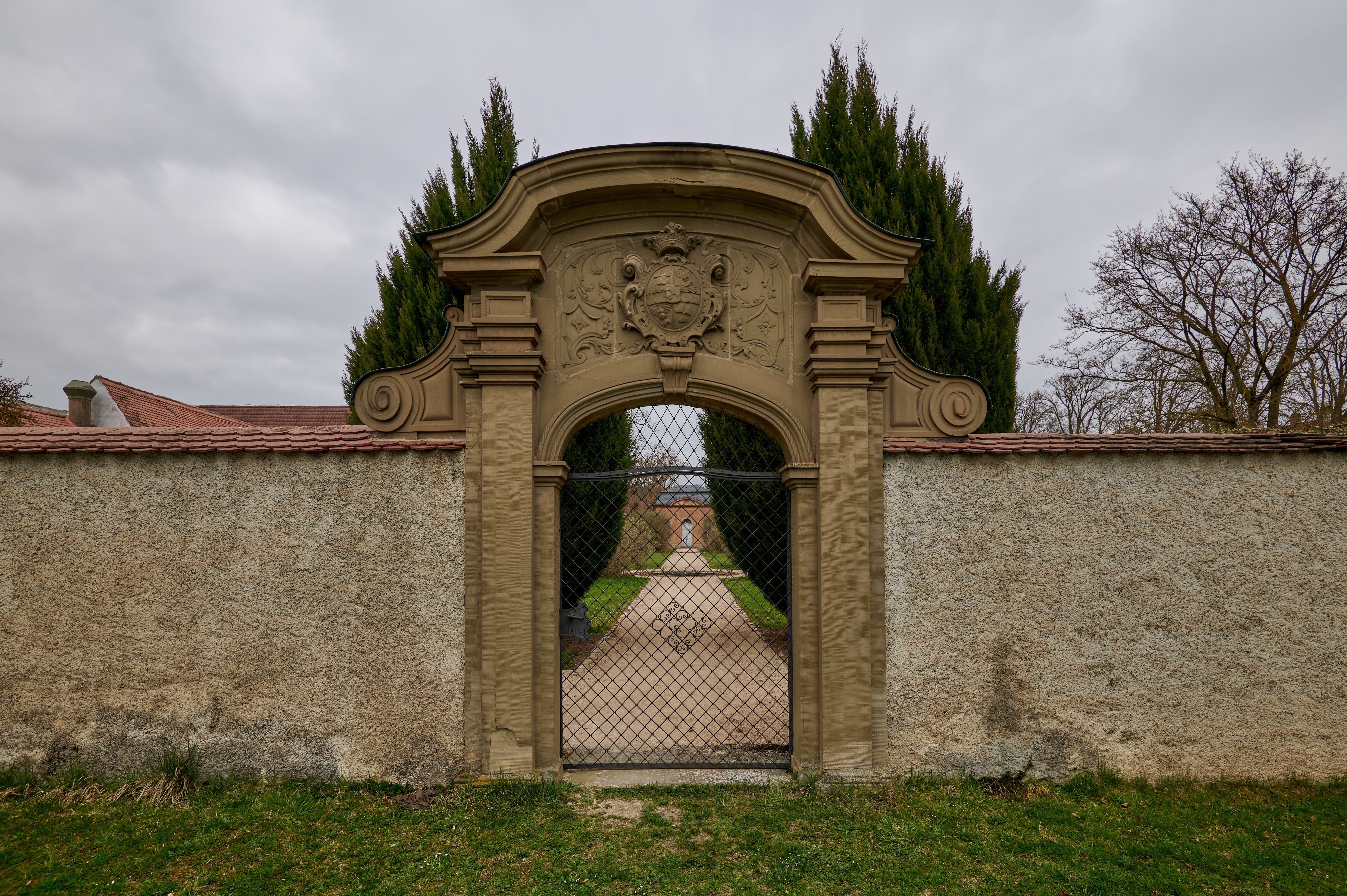
Gartenmauer
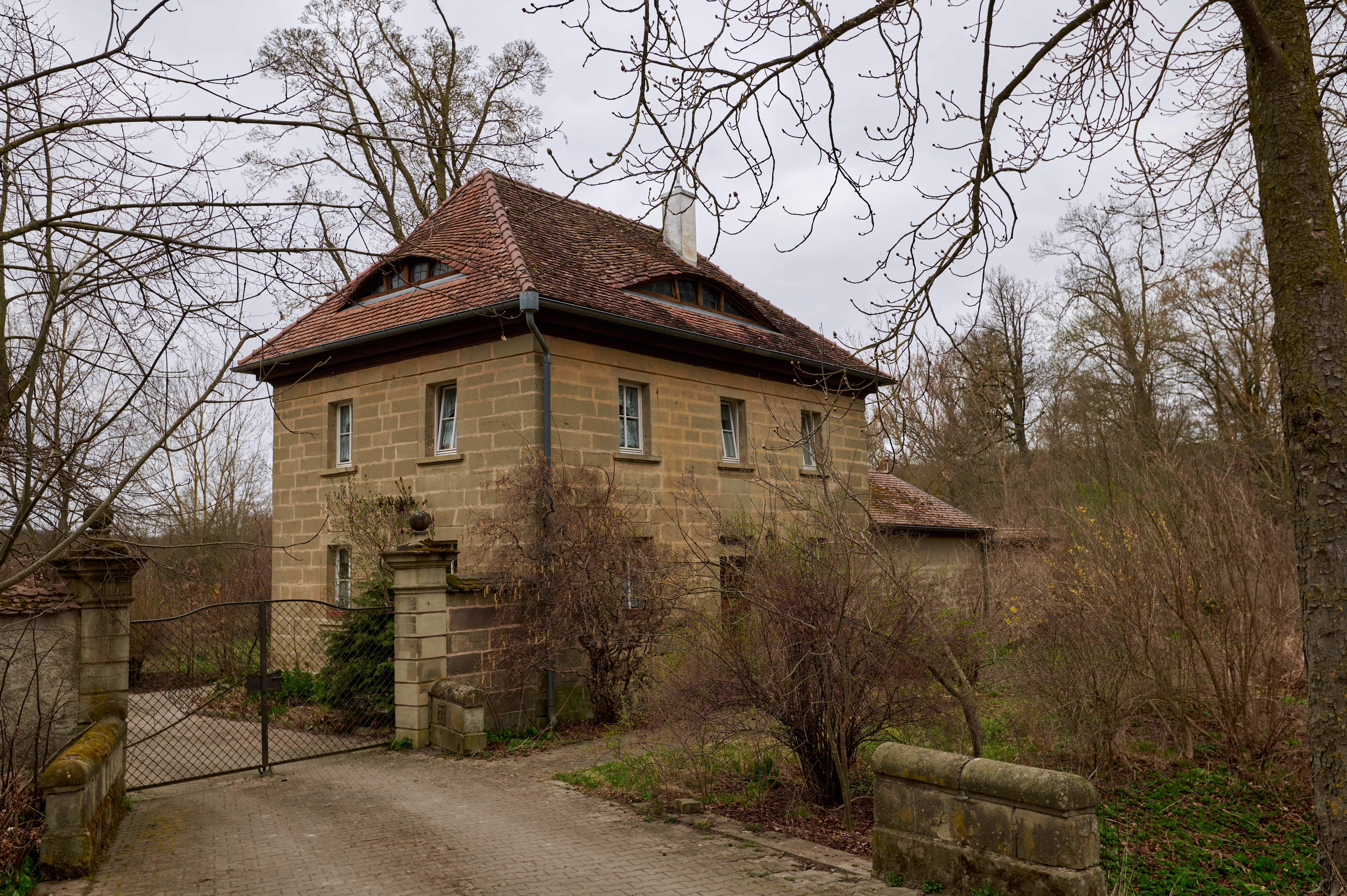
Gärtnerhaus

| Lage                                      | Objekt                                    | Beschreibung | Akten-Nr.      | Bild           |
| ----------------------------------------- | ----------------------------------------- | --- | -------------- | -------------- |
| Hohe Straße, südlich des Ortes (Standort) | Israelitischer Friedhof                   | Mit Grabmälern des 17. bis 19. Jahrhunderts | D-5-75-165-101 | weitere Bilder |
| Hohe Straße, südlich des Ortes (Standort) | Taharahaus                                | Eingeschossiger Sandsteinquaderbau mit Schopfwalmdach, 1890 | D-5-75-165-101 | weitere Bilder |
| Nähe Kapellstraße (Standort)              | Katholischer Friedhof                     | angelegt 1594, nördlicher Teil mit klassizistischen und historistischen Grabmälern, 19. Jh., darunter Grabsteine der Freiherren von und zu Franckenstein, südliche Erweiterung Ende 19. Jh.                                                                         | D-5-75-165-97  | weitere Bilder |
| Nähe Kapellstraße (Standort)              | Friedhofsmauer                            | Zum Teil Sandsteinquadermauer, zum Teil verputzte Mauer mit Blendarkaden, 4. Viertel 19. Jh., zum Teil älter | D-5-75-165-97  | weitere Bilder |
| Kapellstraße 2 (Standort)                 | Wirtshausausleger                         | Metallschild in der Form eines Bierbrauersterns mit integriertem Weinglas, 18./19. Jahrhundert | D-5-75-165-94  | BW             |
| Kapellstraße 4 (Standort)                 | Wohnstallhaus                             | Eingeschossiger Satteldachbau mit Gitterfachwerk an Giebelwand und überdachtem Kellereingangsbau mit Satteldach, im Kern 17. Jahrhundert | D-5-75-165-95  | weitere Bilder |
| Kapellstraße 7 (Standort)                 | Wohnhaus                                  | Zweigeschossiger Walmdachbau mit Fachwerkobergeschoss und Hausteinrahmungen im Erdgeschoss, 1. Hälfte 19. Jahrhundert | D-5-75-165-96  | weitere Bilder |
| Kapellstraße 12 (Standort)                | Katholische Pfarrkirche Mariä Himmelfahrt | Neuromanischer Sandsteinquaderbau, Saalbau, Langhaus mit flachem Satteldach, Strebepfeilern und Querarmen, im Süden eingezogener Chor mit halbrundem Abschluss, nördlich viereckiger Fassadenturm mit oktogonalem Aufsatz und Spitzhelm, bez. 1877; mit Ausstattung | D-5-75-165-98  | weitere Bilder |
| Kapellstraße 12 (Standort)                | Gräberfeld                                | Grablege derer von und zu Franckenstein, mit großem Sandsteinkruzifix, neuromanischem Weihwasserbecken und liegenden Sandsteingrabplatten, angelegt 1890 | D-5-75-165-98  | weitere Bilder |
| Lange Straße 14 (Standort)                | Wohnstallhaus                             | Eingeschossiger, giebelständiger Fachwerkbau mit Satteldach, auf hohem Sandsteinquadersockel, 1. Drittel 19. Jahrhundert | D-5-75-165-99  | weitere Bilder |
| Lange Straße 21 (Standort)                | Ehemalige Dorfmühle                       | Zweigeschossiger Satteldachbau mit Schopf und Fachwerkobergeschoss mit Andreaskreuzen und Mannfiguren, 1709, Erdgeschoss massiv unterfangen, 1929 | D-5-75-165-100 | weitere Bilder |

## Ehemalige Baudenkmäler
| Lage                                    | Objekt          | Beschreibung                                                               | Akten-Nr.     | Bild |
| --------------------------------------- | --------------- | -------------------------------------------------------------------------- | ------------- | ---- |
| Ezelheim Kirchhof (Standort)            | Kirchhof        | Mit Rundbogentor des 18. Jahrhunderts, Grabsteine des 18./19. Jahrhunderts | D-5-75-165-45 | BW   |
| Krautostheim Krautostheim 40 (Standort) | Wirtshausschild | Erste Hälfte 19. Jahrhundert                                               | D-5-75-165-80 | BW   |
| Krautostheim Krautostheim 47 (Standort) | Wohnstallhaus   | Eingeschossig, 18. Jahrhundert                                             | D-5-75-165-82 | BW   |